# Jäger und Sammler

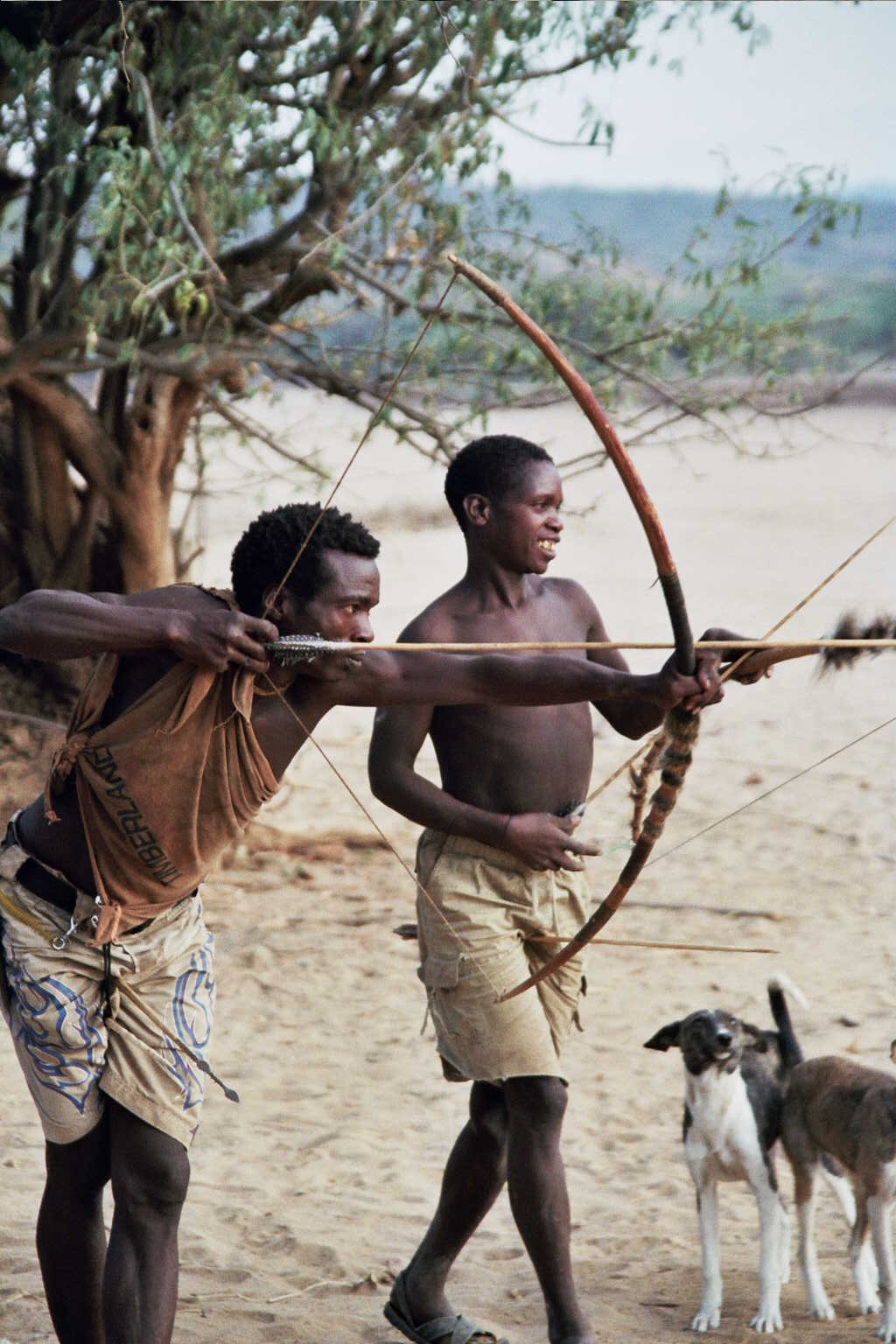
Angehörige der Hadza im afrikanischen Tansania, eines der letzten Völker, die als traditionelle Jäger und Sammler leben (2007)

Für viele nordische Indigene ist die Jagd eine wichtige zusätzliche Selbstversorgung (Grönland-Inuit, 2007)

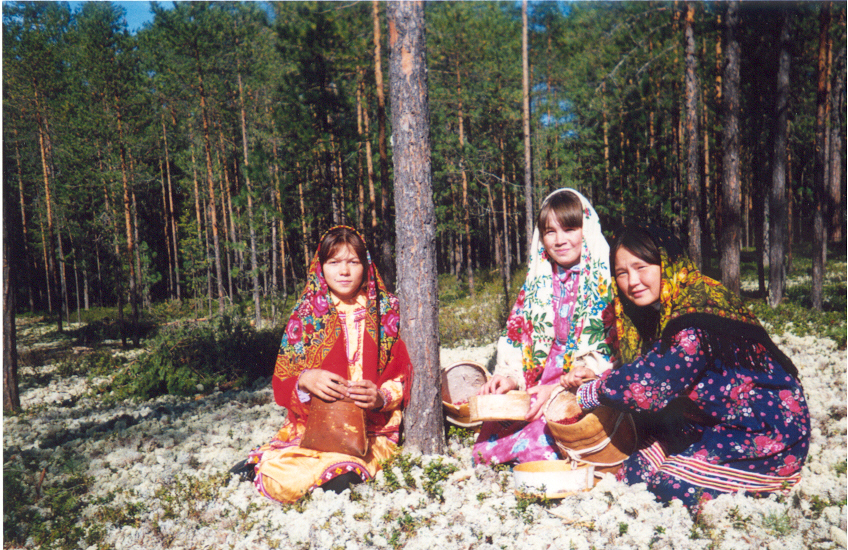
Zur Selbstversorgung dient auch die Sammeltätigkeit, traditionell von Frauen ausgeführt (Chanten in Westsibirien, 2013)

Als Jäger und Sammler, Wildbeuter oder auch Wild- und Feldbeuter werden in der Anthropologie und Ethnologie (Völkerkunde) lokale Gemeinschaften und indigene Völker bezeichnet, die ihre Nahrung größtenteils durch die Jagd auf Wildtiere, den Fischfang sowie durch das Sammeln von wildwachsenden Pflanzen oder Kleintieren erwirtschaften. Karl-Heinz Kohl betrachtet die Bezeichnung Wildbeuter als abwertende Bezeichnung (lässt „Ausbeutung“ anklingen), auf die zu verzichten sei. Tatsächlich erfordert diese Lebensweise ein hohes Maß an Flexibilität, Anpassungsfähigkeit und speziellen Kenntnissen.
Häufig wird eine Unterscheidung zwischen unspezialisierten (auch einfachen) und spezialisierten (auch komplexen oder differenzierten) Jäger- und Sammlerkulturen vorgenommen. Die Erstgenannten nutzen ein sehr breites, jedoch variierendes Nahrungsangebot in sehr großen Schweifgebieten, in denen sie in kleinen Horden saisonal nomadisieren. Die Letztgenannten nutzen vor allem eine oder mehrere bestimmte, lokal häufig vorkommende Arten, die größere Gruppen und längere Sesshaftigkeit ermöglichen.
Die Subsistenzform des Jagens, Fischens und Sammelns – eine aneignende oder „extraktive“ Lebensweise, durch die die Reproduktion der natürlichen Ressourcen nicht gezielt und bewusst beeinflusst wird – ist die älteste traditionelle Wirtschaftsform der Menschheit. Das heißt nicht, dass die Jäger und Sammler im Laufe langer Zeiträume keinen relevanten Einfluss auf das ökologische System ihres Lebensraumes hatten.
Die Zuordnung der einzelnen Wirtschaftsweisen ist in der Literatur nicht einheitlich: So unterscheiden etwa Lomax und Arensberg „Jäger und Fischer“ von „Sammlern“ und Hans-Peter Müller separiert die „Fischer“ von den „Jägern und Sammlern“, wenn sie überwiegend von Fisch leben.
Die Lebensweise vieler Jäger- und Sammlergesellschaften lässt sich heute nur noch aus archäologischen Funden rekonstruieren. Die schriftlichen Berichte früher Expeditionen sind nicht immer zuverlässig. So ist in vielen konkreten Fällen die Beantwortung der Frage schwierig oder auch strittig, ob es sich bei der Lebensweise untergegangener wie auch bestehender Wildbeuterkulturen um eine autonome und ursprüngliche, oder eine durch Kulturkontakte übernommene, oder durch vorteilhaften Austausch entstandene spezialisierte Lebensweise, oder gar um ein durch Isolation und Abdrängung von Völkern in Wüsten und Halbwüsten entstandenes Sekundärphänomen der nach-neolithischen Periode handelt.
In jedem Fall wird davon ausgegangen, dass in vielen Regionen (beispielsweise Zentralafrika, Südamerika, Indien) jahrtausendelang rege Austauschbeziehungen zwischen Wildbeutern und Pflanzern bestanden (etwa Wildbret oder Hilfeleistungen gegen landwirtschaftliche Produkte), so dass eine isolierte Betrachtung der extraktiven Lebensweise irreführend sein kann.
Um 1500 n. Chr. war noch etwa die Hälfte der bewohnbaren Landfläche der Erde von Jägern und Sammlern besiedelt. Zur gleichen Zeit lag ihr Anteil an der Weltbevölkerung jedoch nur bei geschätzten 1 Prozent – gegenwärtig sind es weniger als 0,001 Prozent: geschätzte 50.000 bis 60.000 Menschen, mit rückläufiger Tendenz.
Es ist sehr schwierig festzustellen, wie viele Menschen heute weltweit von Jagd- und Sammelwirtschaft leben, da gegenwärtig vielfach zusätzliche Subsistenz- und Erwerbsformen genutzt werden. Die Anzahl der Menschen, deren Lebensgrundlage zum größten Teil auf extraktiven Tätigkeiten beruht, liegt maximal bei 3,8 Millionen. Für die 2020er Jahre gehen Ethnologen von höchstens fünf bis zehn weitgehend intakten Wildbeutergesellschaften ohne westliche Einflüsse und Technologien aus.

## Soziale Organisation

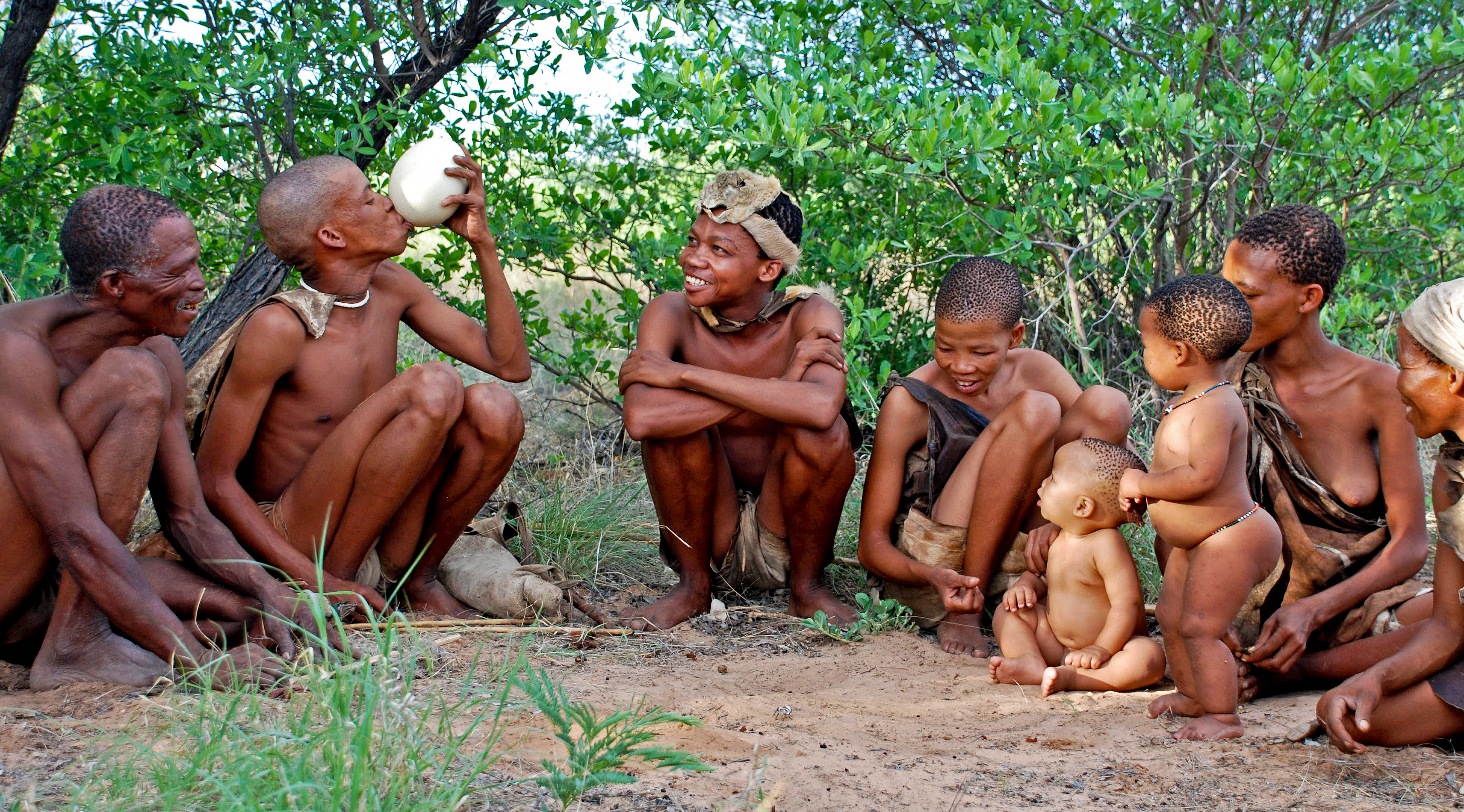
San-Gemeinschaft aus dem südlichen Afrika. Wie alle unspezialisierten Wildbeuter leben die San in kleinen Gruppen von rund 30 bis 40 Menschen.

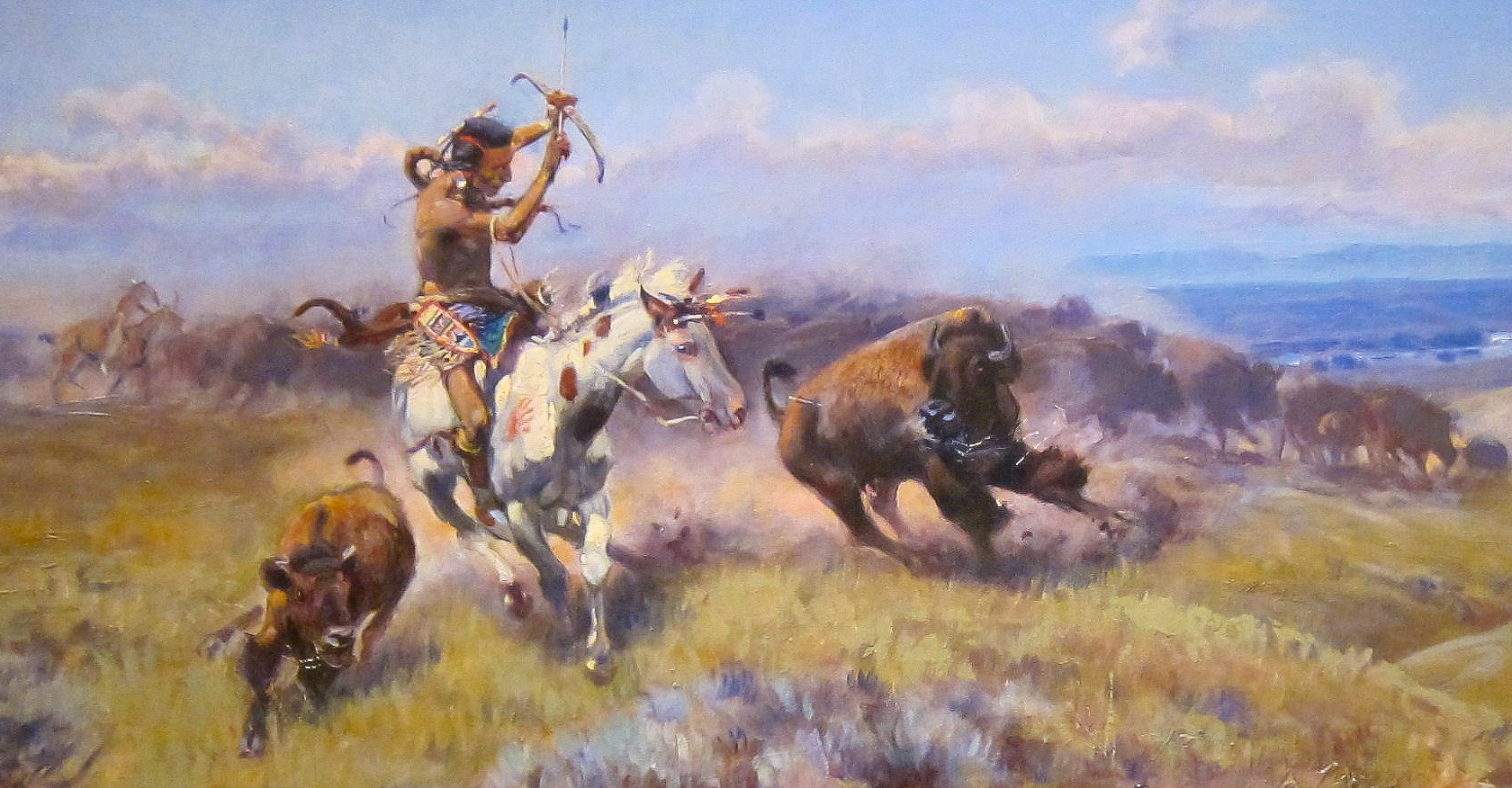
Die Prärie-Indianer waren auf den Bison spezialisierte Wildbeuter, die durch die Einführung des Pferdes auch zu den Pastoralisten gerechnet werden. (Ausschnitt aus dem Gemälde Fighting Meat von Charles M. Russell)

Meist haben die mobilen unspezialisierten Jäger- und Sammlergruppen 20 bis maximal 50 Mitglieder. Die Anthropologie geht davon aus, dass die Stärke solcher Gruppen auch in der Vorgeschichte immer unter 100 Köpfen lag. Für die sesshaften spezialisierten Wild-, Fisch- und Feldbeuter lagen die Zahlen deutlich höher (Beispiele: Blackfoot – berittene Bisonjäger: 80 bis 160 Personen, Cowlitz – Fischer: > 1.300 Personen, Calusa – Fischer in Florida: < 2.000 Personen)
Die Gruppen sind in Kleinfamilien gegliedert, die saisonal auch getrennt auf Nahrungssuche gehen. Wildbeuter-Gesellschaften leben und arbeiten als herrschaftsfreie (akephale) „Horden“ und sind häufig in einzelnen Segmenten organisiert, beispielsweise gebunden an verwandtschaftliche Clan-Linien. Bei günstigen Umweltbedingungen schließen sich mehrere Horden manchmal zeitweilig zu größeren Einheiten zusammen.
Der Einfluss des Einzelnen beruht auf Tüchtigkeit und Fähigkeit. Vollzeitspezialisten für einzelne Tätigkeiten sind unbekannt, obgleich es gewisse Personen mit besonderen Kenntnissen und Fertigkeiten gibt (vor allem die Medizinleute). Bei unspezialisierten Wildbeutern wird Wild in der Regel auf alle Gruppenmitglieder aufgeteilt, während Sammelnahrung zumeist nur der eigenen Familie zugutekommt.
Die Partnerwahl erfolgt außerhalb der Horde (exogam), jedoch zumeist innerhalb der eigenen Ethnie, die sich zur Wiedererkennung nicht selten in totemistische Clans gliedert. Bis auf Ausnahmen, die im Allgemeinen durch Akkulturation erklärt wurden, ziehen die Frauen zur Horde des Mannes (Patrilokalität).
Seit Ende der 1960er Jahre wird allerdings die These, dass die Jäger und Sammler isoliert und stationär wirtschaften, als Resultat von Untersuchungsmethoden angesehen, die vor allem die sozialen Exklusionsmechanismen wie Exogamie und Patrilokalität betrachten. So gehen Richard Fox und Nurit H. Bird-David davon aus, dass die räumlichen und sozialen Grenzen vieler lokaler Gemeinschaften gegenüber benachbarten Ethnien weitaus offener sind, als vormals angenommen wurde, und dass ihre Wirtschaftsweise oft sogar auf Austausch angelegt ist.

### Arbeitsteilung
Bei fast allen heutigen Wildbeutern wurde eine Aufteilung der Arbeit nach Alter und nach Geschlecht festgestellt und ethnographisch beschrieben. Das bis heute in der medialen Öffentlichkeit häufig gezeichnete Bild vom jagenden Mann und der sammelnden Frau ist jedoch ein Rollenklischee, das so nicht stimmt und das in der Wissenschaft längst überholt ist. Es wurde früher von Forschern des englischen Sprachraumes gestützt, indem sie – selbst bei denselben (kleinen) Beutetieren – bei Männern den Ausdruck hunt (jagen) verwendeten und bei Frauen „nur“ von collect (sammeln) sprachen. Dabei ist allerdings meistens unklar, ob diese Unterscheidung von den Ethnographen oder den Befragten stammte.
Eine Auswertung der Aufzeichnungen über Jäger- und Sammlergemeinschaften der Erde über die letzten 100 Jahre zeigte 2023, dass Frauen in 79 Prozent der untersuchten Gruppen aktiv an der Jagd beteiligt waren. Dabei muss allerdings offen bleiben, wie groß der Anteil der Jägerinnen an den Gemeinschaften war. Außerdem gaben sie vielfach Jagdwissen an die Kinder weiter und nutzten eine größere Zahl verschiedener Waffen und Jagdtechniken als die Männer. Aufgrund der körperlichen Unterschiede – ohne Betrachtung möglicher sozialer Rollenverteilungen – ist jedoch davon auszugehen, dass Männer eher jagten und Frauen eher sammelten.
Bereits in der Cambridge Encyclopedia of Hunters and Gatherers von 1999 wurde ein differenziertes Bild vermittelt: In Kulturen, die vorwiegend von Sammelwirtschaft leben, wird diese Tätigkeit meistens von Frauen ausgeführt. Eine soziale Festlegung darauf ist jedoch nur in manchen Kulturen zu finden. Häufig sammeln auch die Männer, in der Regel jedoch in der Summe weniger als die Frauen. Der Anteil der Männer an den Jagden ist daher meistens größer. Auffallend ist die Tatsache, dass die Jagdwaffen von Männern und Frauen in aller Regel unterschiedlich sind.
Häufig wird in der Literatur beschrieben, dass Männer überwiegend für die Jagd großer Land- und Wassertiere verantwortlich sind; während Frauen, Kinder und teilweise Jugendliche sich auf das Erlegen kleiner Tiere konzentrieren, sowie das Sammeln von pflanzlicher Nahrung und beim Treiben und bei der Verarbeitung des erjagten Großwilds helfen. Eine Ausnahme bilden die Aeta auf den Philippinen: Dort sind die Frauen die vorrangigen Jägerinnen.

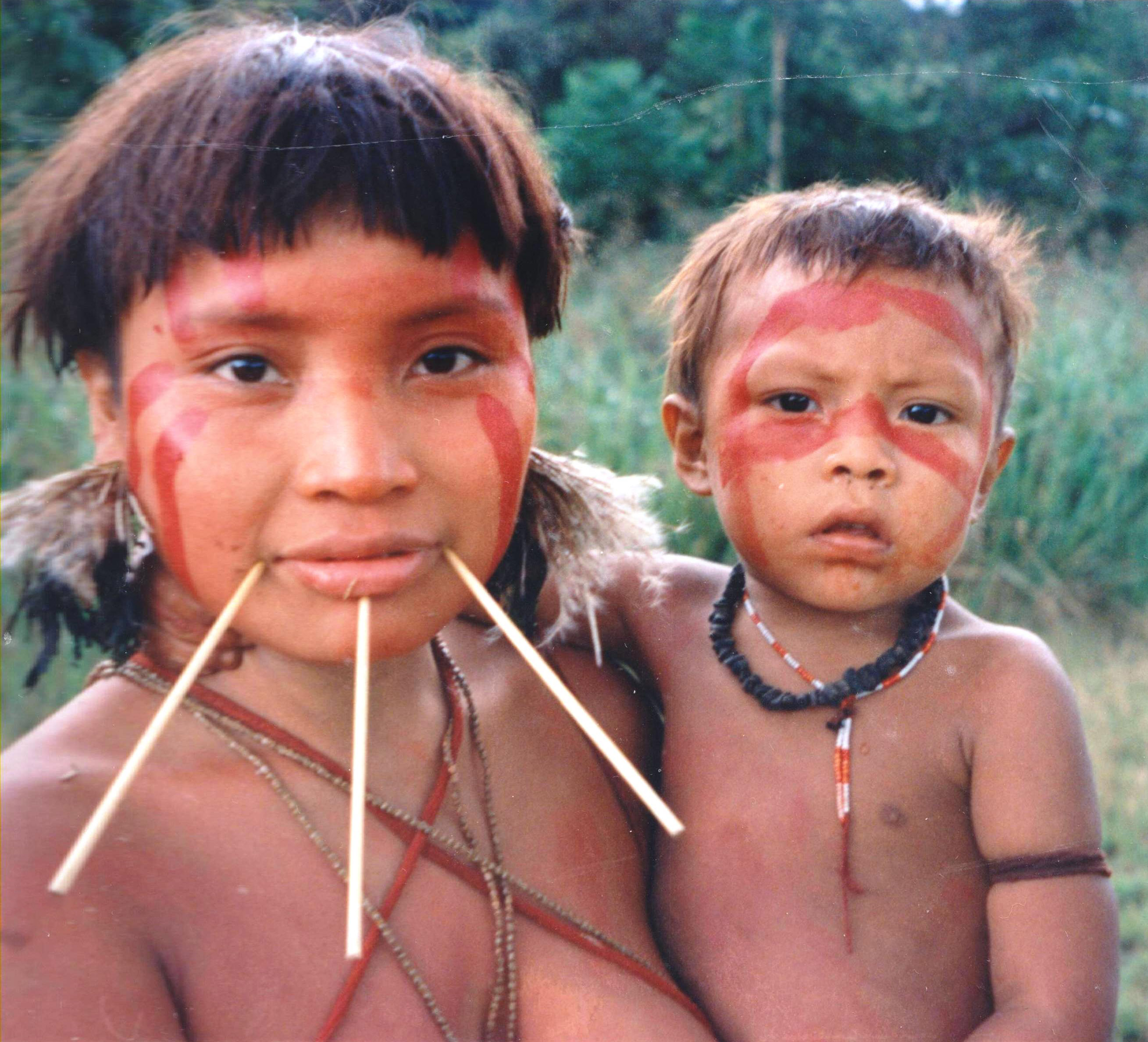
Die Versorgung der Kinder schränkt die Mobilität der Frauen zwangsläufig ein (Yanomami-Frau mit Kind)

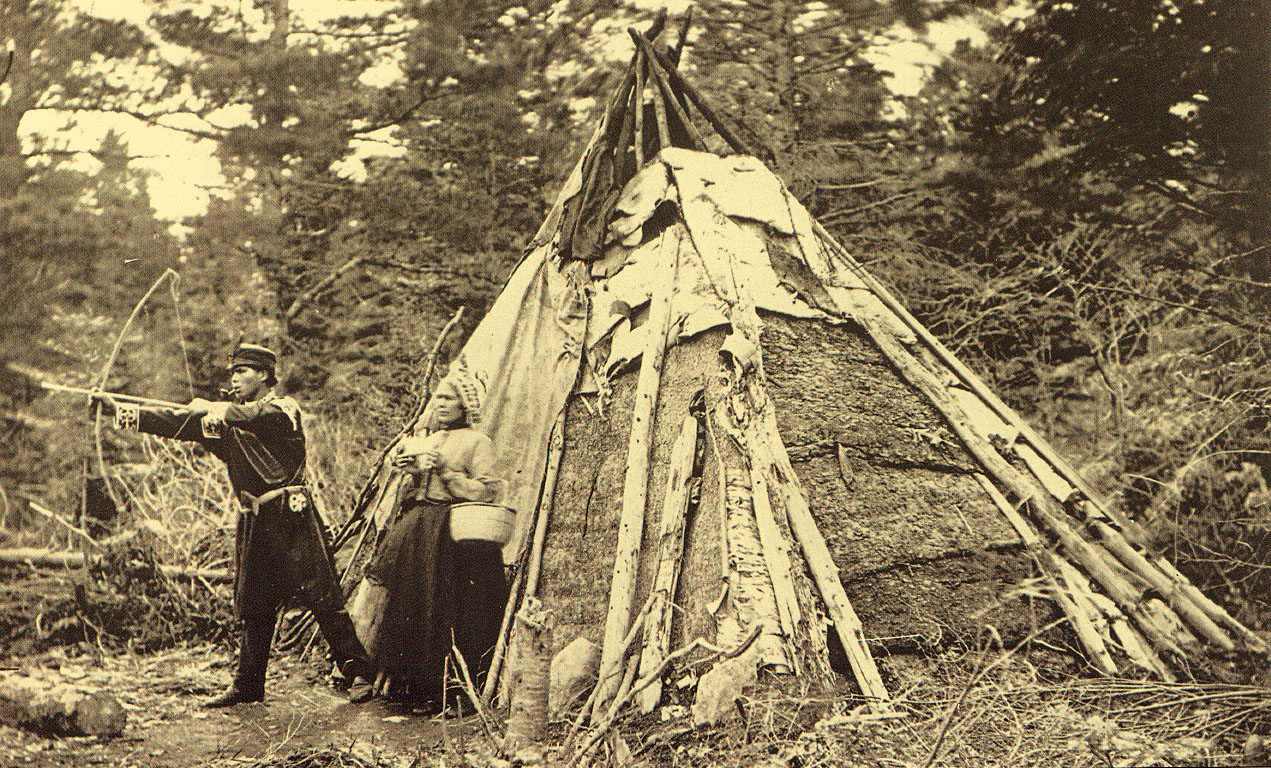
Bei den nordischen Völkern (hier Micmac aus Kanada) drehten sich die Aufgaben der Frauen vor allem um die Versorgung mit Brennmaterial und Wasser und die Herstellung von Kleidung und Geräten

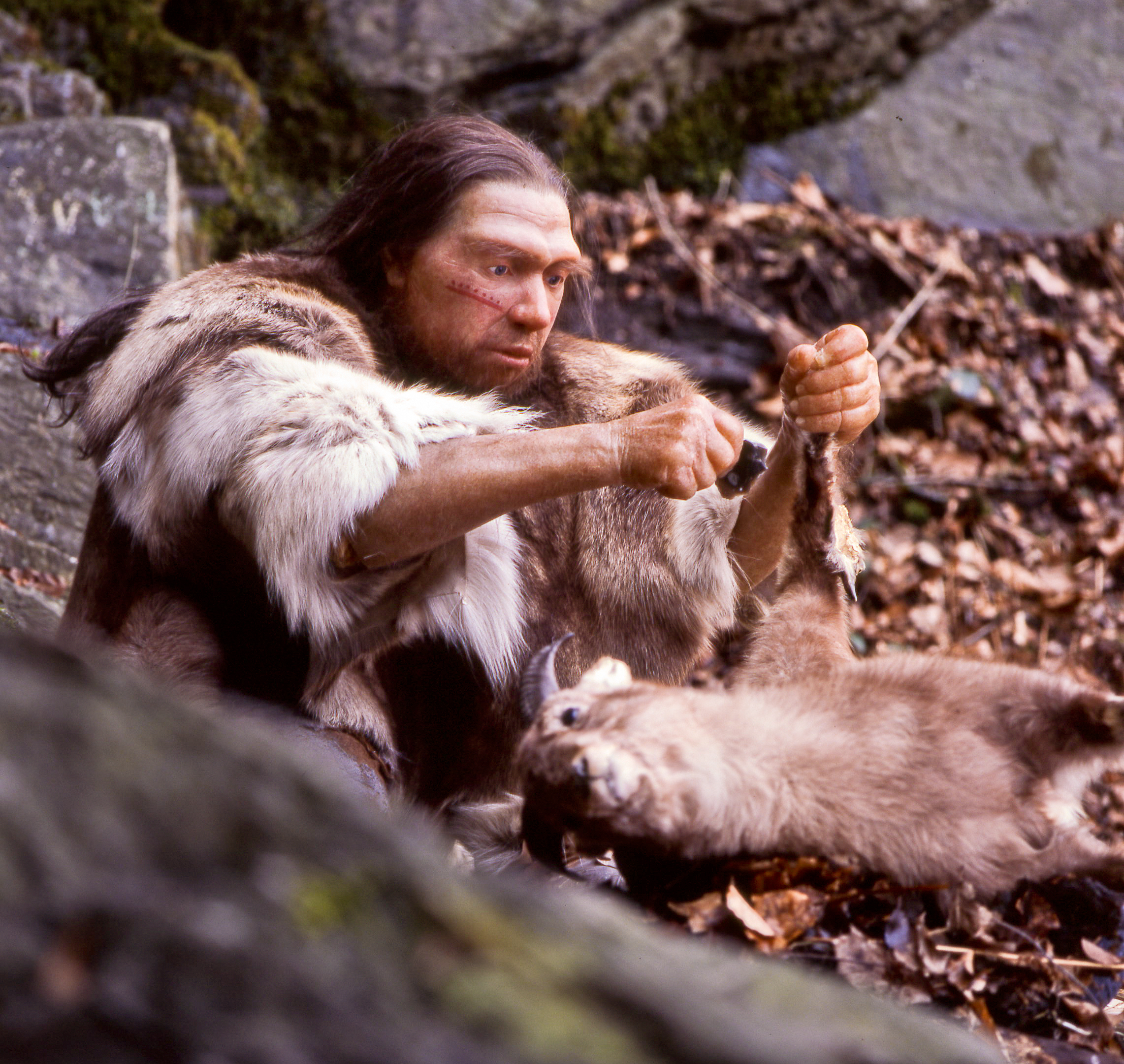
Lebendrekonstruktion eines Neandertaler-Jägers (Neanderthal-Museum, Mettmann): Vermutlich kannten die Neandertaler keine Arbeitsteilung der Geschlechter, wie das Foto suggerieren könnte

Die Aufgaben für einzelne Personen können sich dabei je nach Umständen und sich eröffnenden Möglichkeiten ändern. So wurde von Witwen oder bruderlosen Töchtern berichtet, die zu Jägerinnen wurden. Bot sich eine gute Gelegenheit oder bestand die Nahrungsgrundlage fast ausschließlich aus Pflanzenkost, sammelten auch Männer pflanzliche Nahrung. Die Rolle von Kindern ist weniger gut dokumentiert und war anscheinend variabler. Teilweise waren ältere Kinder für einen gewissen Anteil ihrer eigenen Ernährung selbst zuständig, manchmal wurden sie sogar vorübergehend zu Spezialisten.
Die tendenzielle Arbeitsteilung zwischen Männern und Frauen war nicht rein physiologisch oder psychologisch bedingt, sondern zu bedeutenden Anteilen erlernt. Erklärungen für die geschlechtliche Arbeitsteilung sind:
- Die Arbeitsteilung ist Resultat von Unterschieden bei Elternaufwand und Unklarheit bezüglich der Verwandtschaftsbeziehung mit einem Kind. Die Nahrungsbeschaffung durch Männer hat in manchen Fällen mehr mit sozialem Ansehen und Prestige sowie sozialen Funktionen zu tun als mit der Ernährung der eigenen Kinder.
- Die Vermeidung gefährlicher Nahrungsmittelbeschaffung durch Frauen und Kinder schützt den fortpflanzungsfähigen Kern einer Population.
- Schwangere Frauen und Mütter mit kleinen Kindern beschränken sich bei der Nahrungsbeschaffung auf Aktivitäten, die unterbrochen werden können und keine große Mobilität erfordern.
- Hinsichtlich der Arbeitszeit, die von den beiden Geschlechtern aufgewendet wird, gibt es keine allgemeine Regel. Ein Vergleich der Daten von 93 verschiedenen Ethnien hat gezeigt, dass es bei den meisten (54 Ethnien) keinen großen Unterschied gibt.[17] Die von feministischen Autorinnen wie Maria Mies vertretene These, dass der Beitrag der Frauen erheblich größer sei, trifft nur bei wenigen Ethnien zu.

Drei allgemeine Tendenzen bezüglich Arbeitsteilung bei der Nahrungsbeschaffung spielen eine besondere Rolle:
- Großwild und allgemein tierische Nahrungsmittel sind in höheren geographischen Breiten von größerer Bedeutung als in tropischen Gegenden. In manchen arktischen Gebieten gibt es beispielsweise kaum Pflanzen oder kleine Tiere. Wenngleich im Durchschnitt der Anteil der pflanzlichen Ernährung in Äquatornähe größer ist, gibt es dort eine größere Variation. Auch einige tropische Jäger und Sammler gehen vorwiegend der Jagd nach.
- Gruppen, deren Ernährung zu einem Großteil aus Pflanzen besteht, konzentrieren sich auf bestimmte Kombinationen aus Samen, Nüssen und Knollen. Das Sammeln, die Verarbeitung oder das Kochen dieser Nahrungsmittel ist relativ zeitintensiv. Demgegenüber liefert das Fleisch von Großwild deutlich mehr Energie pro investierter Zeitspanne (siehe physiologischer Brennwert).
- Die dritte Tendenz betrifft die Tätigkeiten der Frau in höheren Breitengraden wie der Arktis, wo kaum Optionen für das Sammeln von Nahrung existieren. Statt Nahrungsmittel beschaffen Frauen dort eher Wasser und Brennmaterial und sind in der Herstellung von Behausungen, Werkzeugen und Kleidung tätig.[16]

Wie die Ethnologen Leacock und Etienne postulierten – allerdings nicht ohne auf Widerspruch etwa seitens Sherwood L. Washburn und C. S. Lancaster zu stoßen, die annehmen, dass männliche Dominanz zur genetischen Ausstattung aller Primaten gehört –, waren Männer und Frauen in Jäger- und Sammlerkulturen gleichberechtigt (egalitär), sofern sie noch nicht unter dem Einfluss von Kolonialherren standen. Auch die voranschreitende Christianisierung führte oft zu einem veränderten Verhältnis der Geschlechter zueinander.
Eine deutlich spezialisierte Arbeitsteilung lässt sich historisch erst ab 40.000 v. Chr. zu Beginn des Jungpaläolithikums nachweisen. Die umfangreichen archäologischen Funde aus dem Zeitraum des Mittelpaläolithikums (300.000 bis 40.000 v. Chr.) zeigen, dass Männer und Frauen vorher relativ ähnliche Aufgaben übernahmen. Im Mittelpaläolithikum entstanden stärkere Unterschiede zuerst in der östlichen Mittelmeerregion und später im restlichen Eurasien und Afrika. Die Verhaltensänderungen im Jungpaläolithikum bedeuteten eine Spezialisierung und Ausdehnung der wirtschaftlichen und technologischen Rollen bei Jägern und Sammlern. Diese verschaffte dem „modernen Menschen“ (Homo sapiens) vielleicht einen Vorteil gegenüber anderen Gattungen der Hominini (Linie des Menschen). Im Vergleich zu diesen Wildbeutern kannten beispielsweise die Neandertaler offenbar keine Arbeitsteilung. Auch Funde in Peru von 7000 v. Chr. widersprechen der noch weit verbreiteten Annahme starrer Geschlechterrollen in frühen Jäger-Sammler-Gesellschaften.

### Eigentums- und Besitzrechte

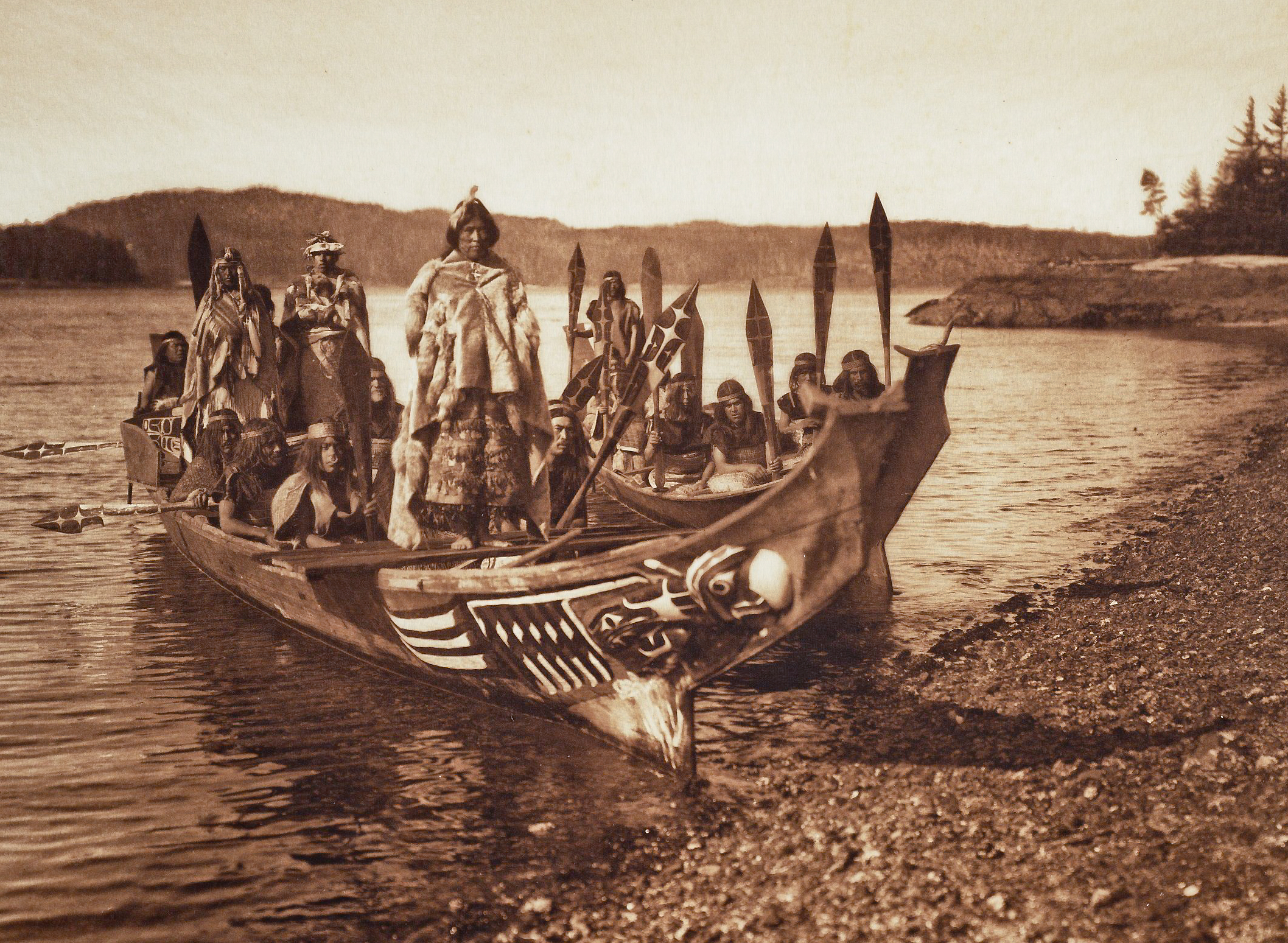
Die nordamerikanischen Nordwestküstenkulturen bildeten sehr komplexe Wildbeuter-Gesellschaften: Sie waren sesshaft, lebten in großen Dörfern, betrieben Vorratswirtschaft und hatten differenzierte Eigentumsvorstellungen

Dieser Unterschied des Konsummusters markiert auch wichtige Differenzen in den Eigentums- und Besitzrechten sowie in der Distributionsstruktur der Jäger- und Sammlergesellschaften. Entgegen der These Morgans von ihrer ursprünglichen Eigentumslosigkeit bzw. vom Kollektiveigentum im sog. Urkommunismus geht die Forschung heute davon aus, dass es in Jäger- und Sammlergesellschaften abgestufte Eigentums- und Besitzrechte („Property rights“) gab und gibt. Zu deren Objekten zählt die Verfügung über Land, Wasser und Kultstätten (besonders gut zu beobachten bei den Aborigines, deren soziale Beziehungen eng an den Zugang zu bestimmten Territorien gebunden sind), ferner das bewegliche Eigentum (Werkzeuge usw.), dann die Verfügung über natürliche Ressourcen und evtl. gespeicherte Vorräte (wem gehört das erlegte Wild?), die Verfügung über andere und ihre Fähigkeiten (wer ist verpflichtet, anderen einen Anteil seiner Jagdbeute abzugeben?) sowie schließlich die Verfügung über Wissen (wer darf welche Rituale ausführen? usw.).
James Woodburn unterscheidet zwischen Gesellschaften respektive Gruppen von Jägern und Sammlern, die nur für den täglichen Bedarf arbeiten, und solchen, die für eine längere Zeitperspektive vorsorgen und Vorräte bilden. Die erstere Gruppe stellt zwar ihre Geräte mit großem Geschick her, investiert aber nicht viel Arbeitszeit darin; sie sind nur für den kurzfristigen Gebrauch geschaffen (so z. B. bei den San und den Mbuti). Die Gesellschaften der zweiten Gruppe (z. B. die Inuit) nutzen ihre mit großem Aufwand hergestellten Artefakte teils jahrelang. Diese Differenzierung, die nach Woodburn bereits auf die Zeit vor dem Neolithikum zurückgeht, ist offenbar von der physischen (Biotop, Klima, Saisonabhängigkeit und Speicherbarkeit der natürlichen Ressourcen usw.), später aber auch von der sozialen Umwelt abhängig, z. B. vom Druck sesshafter Gruppen oder nomadisierender Viehzüchter der Umgebung, die die Jäger und Sammler in die Isolation zwingen und versuchen, sich ihrer Ressourcen zu bemächtigen, was die Jäger- und Sammlergruppen zu erhöhter Mobilität zwingt. Die Eigentums- und Besitzrechte bei Gesellschaften, die keine Vorräte bilden, sind daher schwach ausgeprägt. Größere Ansammlungen von beweglichem Eigentum existieren dort kaum. Bei Gesellschaften, die Vorräte akkumulieren, gestalten sie sich hingegen oft sehr komplex und sind sorgfältig abgestuft. Sie dienen u. a. dazu, das Risiko einer Übernutzung knapper Gemeingüter, das durch die Möglichkeit der Speicherung (und damit auch des Verderbens oder der exzessiven individuellen Aneignung) von Vorräten deutlich steigt, zu begrenzen.
So überlieferte Bronisław Malinowski eine Tradition der Einwohner der Trobriand-Inseln, die bereits lange intensiven Gartenbau betrieben, einen Teil ihrer Yams-Wurzeln im Speicher so lange aufzubewahren, bis sie verrotteten. Dies wurde oft nur durch freiwilliges Wettfasten erreicht. Darin erkannte Malinowski eine ältere Form der Regulation von Gemeingütern, die aus der Zeit unsicherer Nahrungsmittelversorgung stammt und darauf zielt, durch die möglichst lange Erhaltung ihres Schauwerts die Widerstandskräfte der Gemeinschaft für den Fall von Hungersnöten zu erhalten. Dabei gibt sie jedem Mitglied der Gemeinschaft die Möglichkeit, sich moralisch vorbildlich zu verhalten.

### Glaube

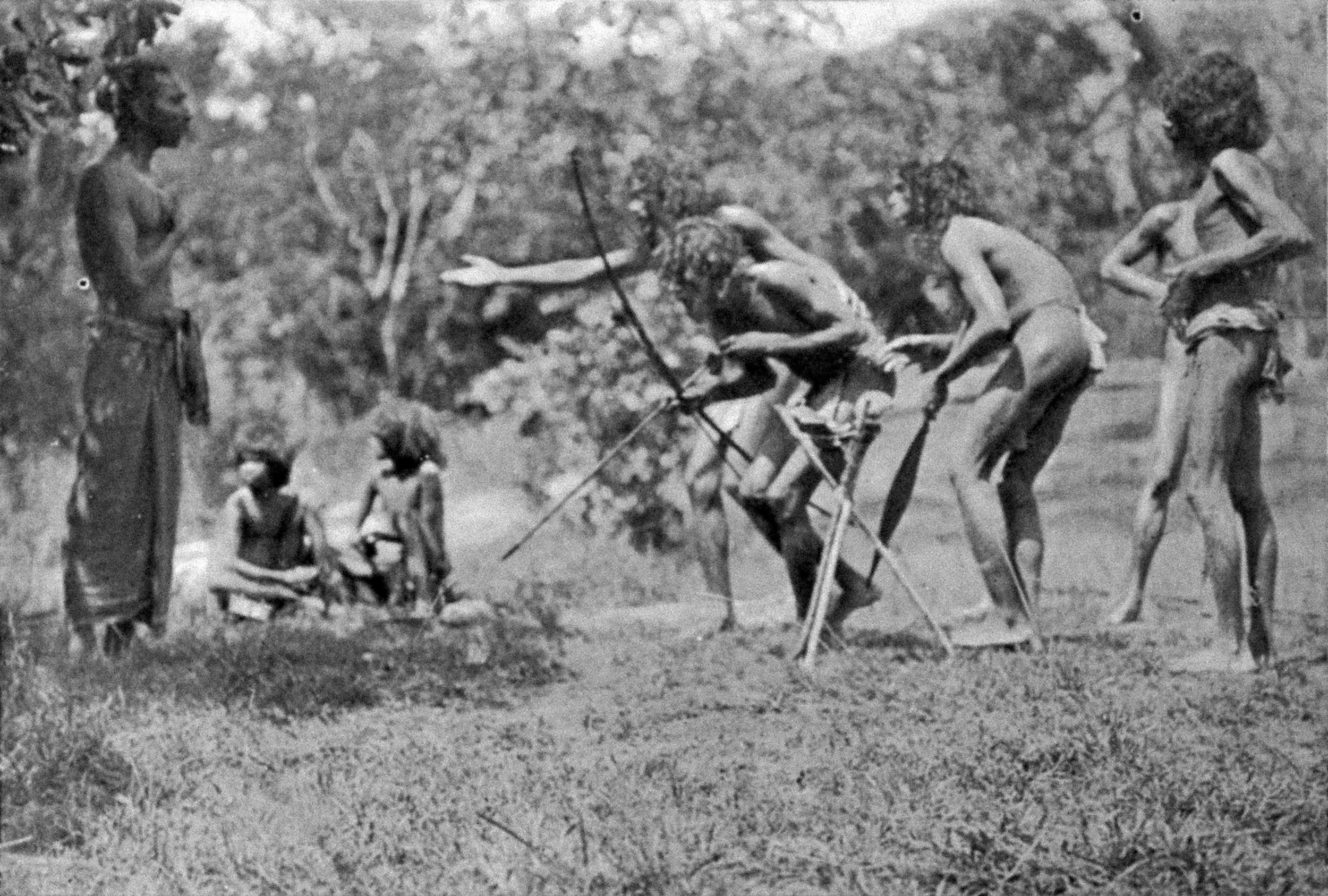
Kirikoraha-Zeremonie der Veddas (Sri Lanka) zur Beschwichtigung des Jagdgottes Kande Yaka

Die ursprünglichen Glaubensvorstellungen aller weltweit zerstreuten Jäger- und Sammlergesellschaften weisen weitreichende Gemeinsamkeiten auf. Sie waren (und sind zum Teil noch) vorwiegend animistisch geprägt: Praktisch alle Naturerscheinungen galten als beseelt bzw. von Geistern bewohnt. Häufig wurde eine mythisch-verwandtschaftliche Verbindung zu Tieren, aber auch zu Pflanzen, Bergen, Quellen oder anderen – den sogenannten Totems – hergestellt, denen als Symbole eine wichtige Bedeutung für die Identitätsfindung zukam – entweder im Sinne eines profanen Gruppenabzeichens oder eines geheiligten Sinnbildes. Zentral war möglicherweise die Vorstellung einer natürlichen Ordnung, die vor allem darin bestand, dass bestimmte Lebewesen das „Eigentum“ bestimmter höherer Wesen waren, die als Herr oder Herrin der Tiere bezeichnet werden. Aus der Verwandtschaft zu den anderen Wesen oder der Angst vor Racheakten der „Eigentümer“ wurden oftmals Nahrungs- und Jagdtabus sowie Vergebungsrituale hergeleitet, die zum Teil eine wichtige Funktion für die Erhaltung der Ressourcen hatten. Es gab keine Trennung von Spiritualität und Alltag; das „Leben war Religion“, kultische Handlungen bestanden zum Beispiel in Tierpantomimen, rituellen Verwandlungen in Tiere oder Beschwörungsriten vor Jagdzügen.

## Landnutzung und Ernährung

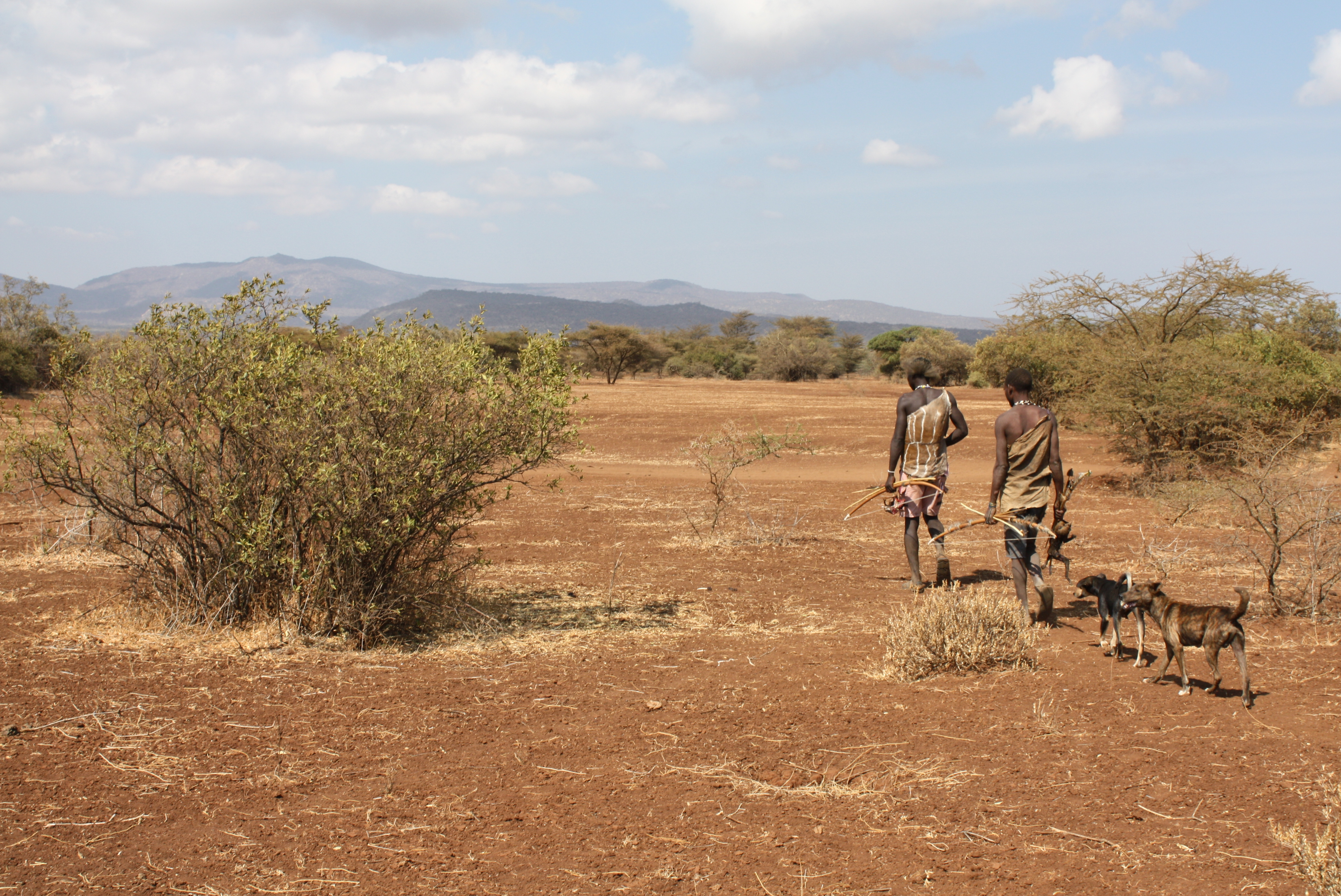
Traditionelle Jäger wie die Hadza müssen für die Nahrungssuche oft sehr weit wandern. Dennoch ist die Versorgung in aller Regel sicher und ausgewogen

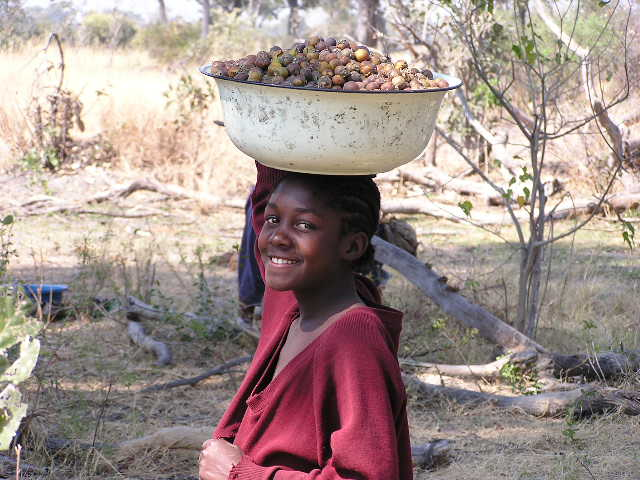
Sammelnahrung macht in den warmen Regionen den Hauptanteil der Nahrung aus

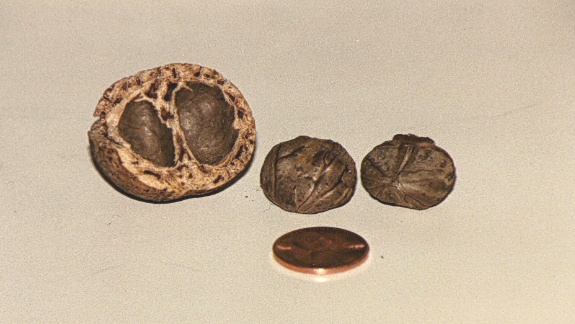
Die Mongongo-Nuss, nahrhaft und reichlich vorhandenen im Gebiet der San

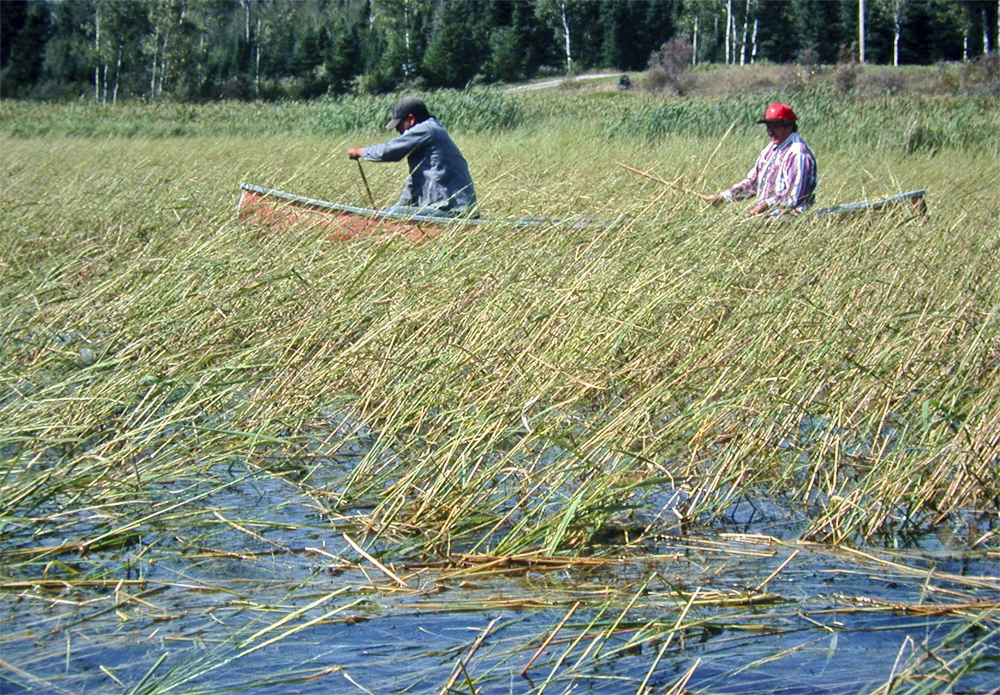
Die Anishinabe Süd-Kanadas haben sich vor allem auf den Wasserreis spezialisiert

Die Wirtschaftsform des unspezialisierten Jagens und Sammelns erfordert (in Abhängigkeit vom jeweiligen Nahrungsangebot der bewohnten Klimazone) in der Regel ausreichend große Schweifgebiete, die aufgrund ihrer Ausdehnung nur extensiv genutzt werden können. In der bei Jägern und Sammlern üblichen aneignenden Wirtschaft braucht ein Mensch ein Gebiet von etwa 20 Quadratkilometern, in dem er auf der Suche nach Nahrung umherzieht. Dabei werden die Vegetation und die natürlich vorkommende Artenzusammensetzung nicht gezielt verändert.
Bezogen auf die Fläche wird bei diesem Subsistenzsystem mit Abstand am wenigsten Energie eingesetzt. Sofern noch keine modernen Technologien (Waffen, Werkzeuge, Fahrzeuge) genutzt werden, handelt es sich ausschließlich um metabolisierte Energie in Form von Muskelkraft. Dies führt zwar zu einem geringen Ertrag ohne Überschüsse, der deutlich unterhalb desjenigen aller Agrarsysteme liegt; die Energieeffizienz ist demgegenüber jedoch sehr hoch und übertrifft alle technisierten Wirtschaftssysteme um ein Vielfaches: Der Energieertrag beträgt ungefähr das sechsfache des Einsatzes und der Einfluss auf den Naturhaushalt ist extrem gering (HANPP <0,1 %). Diese Konstellationen lassen hinsichtlich einer ausreichenden Nahrungsversorgung nur sehr geringe Bevölkerungsdichten zu: Für das südliche und östliche Afrika werden beispielsweise 0,8 bis 2 Einwohner/km² als Maximum angegeben.
Die Zusammensetzung der Nahrung ist bei unspezialisierten Gruppen sehr unterschiedlich und schwankt zudem im Jahresverlauf stark. Je unwirtlicher der Lebensraum, desto größer muss die „bewirtschaftete“ Fläche sein, desto länger sind die Wege und desto kleiner ist die Personenzahl der Horden.
Einige Untersuchungen bei rezenten Völkern der Subtropen und Tropen kommen auf 60 bis 70, in Einzelfällen bis zu 80 Prozent Sammelnahrung (vorwiegend pflanzlich). So ernähren sich süd- und südostasiatische Dschungelvölker nahezu vollständig von der Sammelwirtschaft. Einige indische Ethnien (etwa die Malapantaram und Aranandan aus Kerala) verfügen nicht einmal über Bogen oder Speere. Der Schwerpunkt liegt in den warmen Ländern selbst dort häufig auf vegetabiler Kost, wo Wild und Fische überreich vorhanden sind. Es ist anzunehmen, dass die unsicheren Beutequoten, die Risiken der Jagd und die einfache Verfügbarkeit der Sammelnahrung dabei eine wichtige Entscheidungsgrundlage sind. Es gibt jedoch Ausnahmen wie etwa die Huaorani im Amazonastiefland Ecuadors, die sich primär von Fleisch ernähren. Für andere Ethnien – insbesondere des hohen Nordens – wurden als Durchschnittswerte 65 Prozent tierische Nahrung ermittelt, in extremen Tundraregionen bis zu 90 Prozent. Hier steht pflanzliche Nahrung nur maximal von Mai bis September zur Verfügung.
Die Erkenntnisse der Paläoanthropologie zur Ernährung der Steinzeitmenschen belegen überwiegend pflanzliche Nahrung; tierische Kost spielte keine entscheidende Rolle und beschränkte sich häufig auf Insekten als Fettspender und Kleinwild als Quelle für tierisches Eiweiß.
Bei spezialisierten Wild- oder Feldbeutern, die sich vorwiegend von der Jagd auf bestimmte, häufig vorkommende Großtierarten (Bison, Karibu, Meeressäuger, Kleinwild), vom Fischfang in dauerhaft fischreichen Gewässern oder von der Ernte massenhaft vorkommender wilder Früchte (Wildreis, Schwarzeicheln, Süßgräser, Sagopalme) ernährten, müssen sowohl für die Landnutzung als auch für die Ernährung andere Maßstäbe angelegt werden. Sie waren bei hoher Ressourcendichte (etwa Wildwechsel, dichtbesetzte Graslandschaften, Uferzonen großer Gewässer) halbnomadisch, halbsesshaft oder sesshaft, lebten in größeren, sozial komplexeren Gruppen und nutzten die Ressourcen intensiver.
Solche komplexen Gesellschaften gab es bereits vor 20.000 Jahren (etwa an der Dordogne, in der Ukraine, in Japan, Dänemark, der Levante). Die Fundlage lässt dort auf höhere Bevölkerungsdichten, Arbeitsteilung und Spezialisierung, Tauschhandel und Ferntransport sowie auf eine stärkere soziale Schichtung schließen.

## Jagd

### Jagdmethoden

#### Hetzjagd als Ausdauerjagd
Die älteste Jagdmethode des Menschen ist vermutlich die Hetzjagd in der Form der Ausdauerjagd (engl. persistence hunting). Diese beruht auf der gegenüber fast allen Säugetieren überlegenen Ausdauer des Menschen beim Laufen. Der für längeres schnelleres Laufen hinreichend gut ausgestattete Mensch kann aufgrund seiner etwa zwei Millionen Schweißdrüsen sowie der schwachen Körperbehaarung effektiv kühlen und daher einen längeren Lauf stundenlang durchhalten. Die Jäger der Khoisan im südlichen Afrika erlegen noch heute schnelle Huftiere wie Zebras oder Steinböckchen ganz ohne Waffen, indem sie so lange hinter ihnen herlaufen, bis diese entkräftet zusammenbrechen. Auch einige amerikanische Indianerstämme jagten Gabelböcke als Ausdauerjäger. Einige Aborigines in Australien jagten auf diese traditionelle Weise Kängurus.
Einer 2020 publizierten Modellrechnung zufolge können Ausdauerjagden unter den klimatischen Bedingungen in der Kalahari bis zu 5 1⁄2 Stunden durchgestanden werden, ohne dass die dort heimischen Jäger (anatomisch moderne Menschen und Homo erectus) Wasser mit sich führen müssen oder mussten.
Diese Jagdmethode unterscheidet sich von der der meisten Raubtiere. Beispielsweise können Geparden, die kurzzeitig auf Geschwindigkeiten von über 100 Kilometer pro Stunde kommen, diese Geschwindigkeit nur wenige Minuten durchhalten und müssen ihr Jagdwild in einem Anlauf erreichen, da es sonst entkommt. Auch andere Raubtiere halten hohe Geschwindigkeiten nur kurze Zeit durch oder verwenden andere Taktiken wie das Einkreisen durch ein Rudel.

#### Treibjagd
Als Cabeza de Vaca ab 1528 mit vielen Indianerstämmen Nordamerikas als erster Weißer in Kontakt kam, erlebte er Treibjagden, darunter auch Treibjagden mit Rundumfeuer. Die Jagd mit Feuer beschreibt er so: „Sie erlegen auch Hirsche, indem sie sie mit Feuern einschließen; und diese Methode verwenden sie auch, um den Tieren das Futter zu nehmen, damit die Not sie zwingt, es dort zu suchen, wo die Indianer es wollen... Auf diese Weise befriedigen sie ihren Hunger zwei oder drei Mal im Jahr...“. Eine ebenfalls sehr alte Jagdmethode dürfte die „Klippen-Treibjagd“ sein, bei der das Wild in Panik versetzt und über den Rand einer Klippe getrieben wurde.

#### Fallenjagd
Die Fallenjagd ist unter anderem für die Aborigines Australiens dokumentiert.

### Jagdwaffen
Sehr alt ist die Jagd mit Wurfhölzern insbesondere auf Vögel und kleinere Tiere und mit Speeren auf größeres Wild.

#### Wurfholz

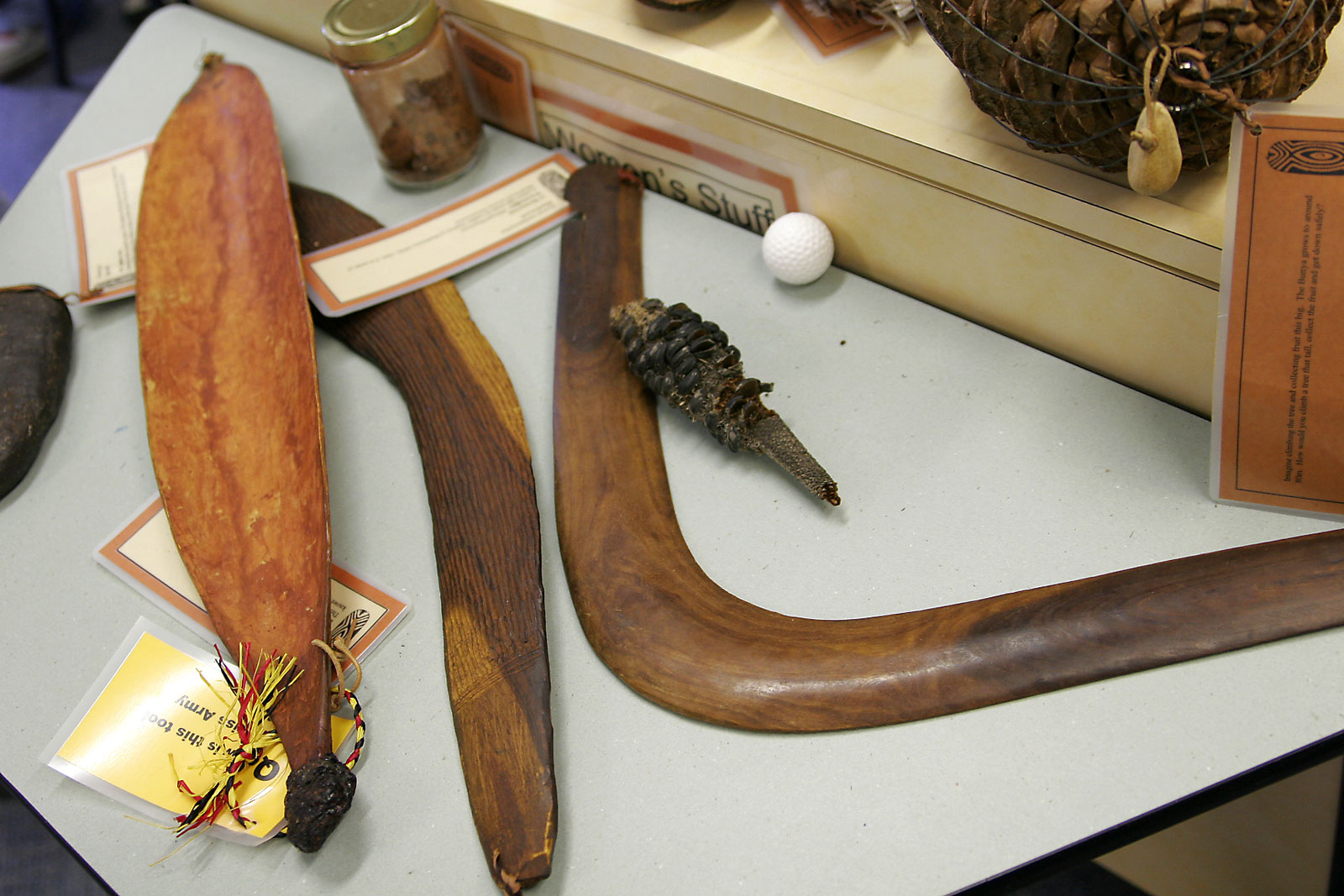
Wurfhölzer von Aborigines in Australien

Außer bei Menschen wurde auch bei Affen beobachtet, dass sie von Bäumen herab Stöcke oder harte Früchte auf herannahende Raubtiere werfen. Deshalb wird vermutet, dass der Gebrauch von Wurfhölzern älter ist als der des Speeres, einem zumindest an einem Ende gespitzten Stock, der gerade fliegt und in das Wild oder den Gegner eindringt. Das sich beim Flug drehende Holz konnte beispielsweise einen Vogel durch die beim Auftreffen abgegebene Wucht betäuben (Trefferzone Kopf), oder bei Treffern an den Flügeln durch vorübergehende Lähmung oder Brechen von Knochen das Wegfliegen verhindern. Ausgereifte Konstruktionen in der Hand eines geübten Jägers erlegen auch andere und größere Beutetiere.
Das erste Fundstück bei der Grabung in Schöningen (siehe unten) war ein vermutliches Wurfholz: ein an beiden Enden gespitzter Stock von etwa 50 Zentimeter Länge. Eindrucksvoll und beispielsweise auch in Alteuropa nachgewiesen sind die Wurfhölzer, welche die australischen Aborigines zur Jagd benutzten (Bumerangs). Sie konnten bis 2 Kilogramm schwer und 1,30 Meter lang sein, geübte Werfer können einen solchen Bumerang bis zu 100 Meter weit werfen. Diese Jagdbumerangs kehren nicht zum Werfer zurück, sondern sind für einen geraden und stabilen Flug optimiert. Verwendet wurden sie auch als Grabstock, um Wurzeln auszugraben. Wurfhölzer mit einem Alter von 20.000 Jahren wurden in den europäischen Karpaten gefunden. Erhalten sind auch Darstellungen aus dem Alten Ägypten, die eine Vogeljagd mit Wurfhölzern zeigen.

#### Speere
Speere benutzen bereits frühe Vertreter der Gattung Homo wie Homo erectus und Homo heidelbergensis.
Die ältesten bisher gefundenen Jagdwaffen sind die rund 300.000 Jahre alten Schöninger Speere. Beim Braunkohleabbau im niedersächsischen Schöningen fanden sich inmitten von 18 Wildpferdeskeletten 7 Speere aus Fichtenholz. Diese Wurfspeere hatten eine Länge zwischen 1,82 und 2,50 Meter und waren aus dem härteren Basisholz gefertigt, ihr Schwerpunkt lag auf der Spitze. Die Wurfeigenschaften von nachgefertigten Speeren ähneln denen von modernen Damenwettkampfspeeren, wobei die Jagdreichweite etwa 15 Meter betrug. Zu jener Zeit war Europa vom Homo heidelbergensis bewohnt, aus dem später der Neandertaler hervorging; der anatomisch moderne Mensch (Homo sapiens) breitete sich frühestens vor etwas mehr als 50.000 Jahren nach Europa aus.
Im Fundgebiet des frühsteinzeitlichen Jagdlagers Bilzingsleben fanden sich tausende von Knochen, davon 60 Prozent Großtierknochen, neben Wildrindern und Wildpferden auch Knochen von Bären, Nashörnern und Elefantenkälbern.

#### Lanze und Harpune

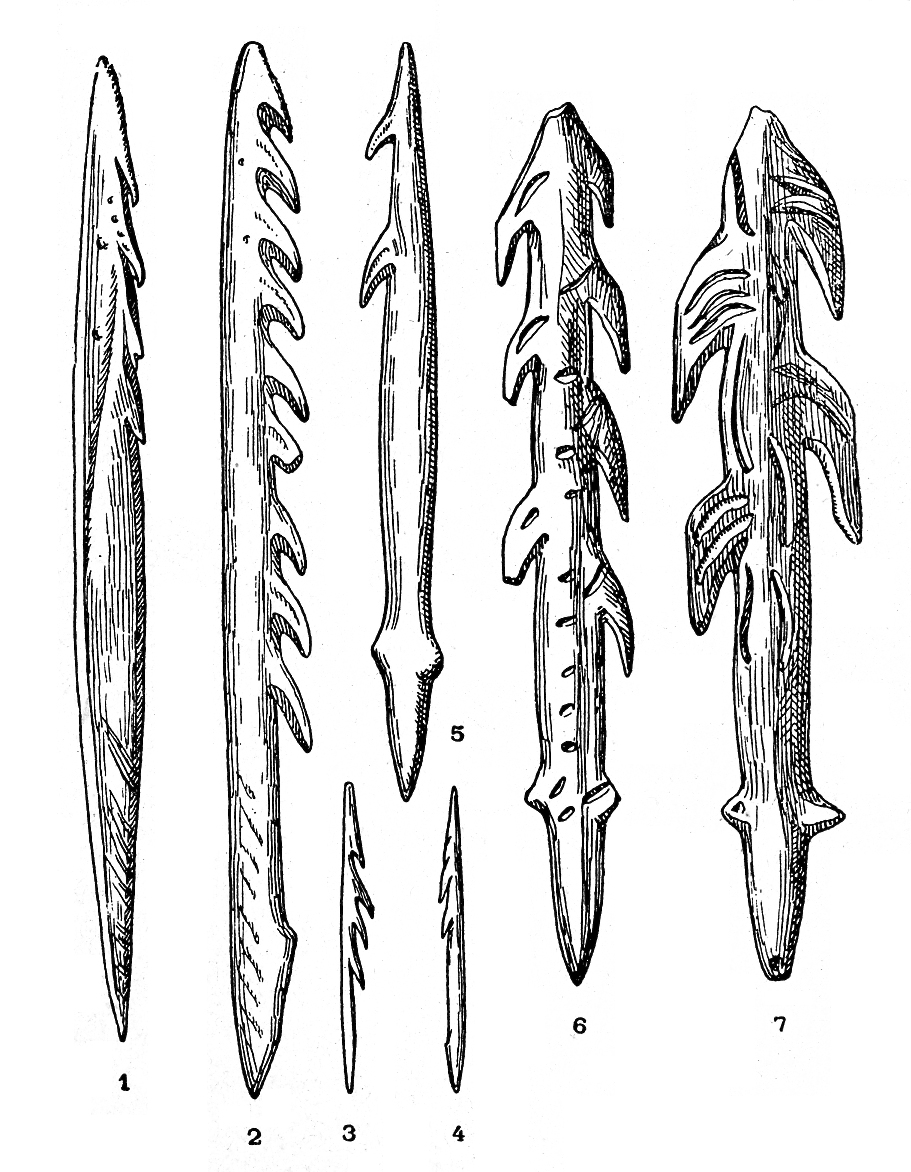
Harpunenformen aus der Steinzeit, hier dem Magdalénien (18.000–12.000 v. Chr.):
1 Mas d’Azil
2 Bruniquel
3, 4, 5 La Madeleine
6, 7 Lortet

Die aus dem europäischen Vorkommen des Homo erectus hervorgegangenen Neandertaler jagten auch mit Lanzen, also angespitzten Holzstäben als Stichwaffen, die allerdings auch mit einer blattförmigen Steinklinge versehen sein konnte. So fand sich im deutschen Lehringen im Brustkorb eines Waldelefantenskelettes eine 2,38 Meter lange Eibenholzlanze. Neandertalerskelette zeigen vielfach Spuren von Knochenbrüchen an Armen und Kopf. Eine ähnliche Häufigkeit von Knochenbrüchen fanden Archäologen unter allen historischen und modernen Menschengruppen nur noch bei modernen Rodeo-Reitern – deren Ursache für die Knochenbrüche liegen nicht hauptsächlich bei den Stürzen, sondern gehen von den Hufen der Tiere aus. Dieser Gefahr waren auch die Neandertaler ausgesetzt, wenn sie aus nächster Nähe Großwildjagd betrieben.
Die Lanze wurde bis in die Neuzeit als Jagdwaffe benutzt, vor allem zur Jagd auf Wildschweine (vergleiche Saufeder).
Als Stoßwaffe meist mit Widerhaken zur Jagd auf Fische entwickelten die Menschen die Harpune.

#### Speerschleuder
Eine Verdoppelung der Reichweite von Speeren erreichten die Menschen durch die Entwicklung der Speerschleuder. Die Speerschleuder wurde im Europa der letzten Eiszeit entwickelt. Sie ist eine Jagdwaffe, die aus dem Geschoss und der Wurfvorrichtung besteht. Das älteste Fundstück lässt sich dem späten Solutréen (vor rund 24.000 bis 20.000 Jahren) zuordnen. Der überwiegende Teil aus stratigraphisch gesicherten Zusammenhängen stammt jedoch aus dem Magdalénien IV (vor etwa 15.400–14.000 Jahren). Der Schwerpunkt ihrer Verbreitung ist Südwestfrankreich, einige Fundstücke stammen aus der Schweiz, aus Deutschland und Spanien. Weltweit ist die Speerschleuder archäologisch und ethnographisch in Mikronesien, Australien, Neuguinea und bei den Eskimo belegt. In Mittelamerika wurde die Speerschleuder als Kriegswaffe verwendet.

#### Pfeil und Bogen

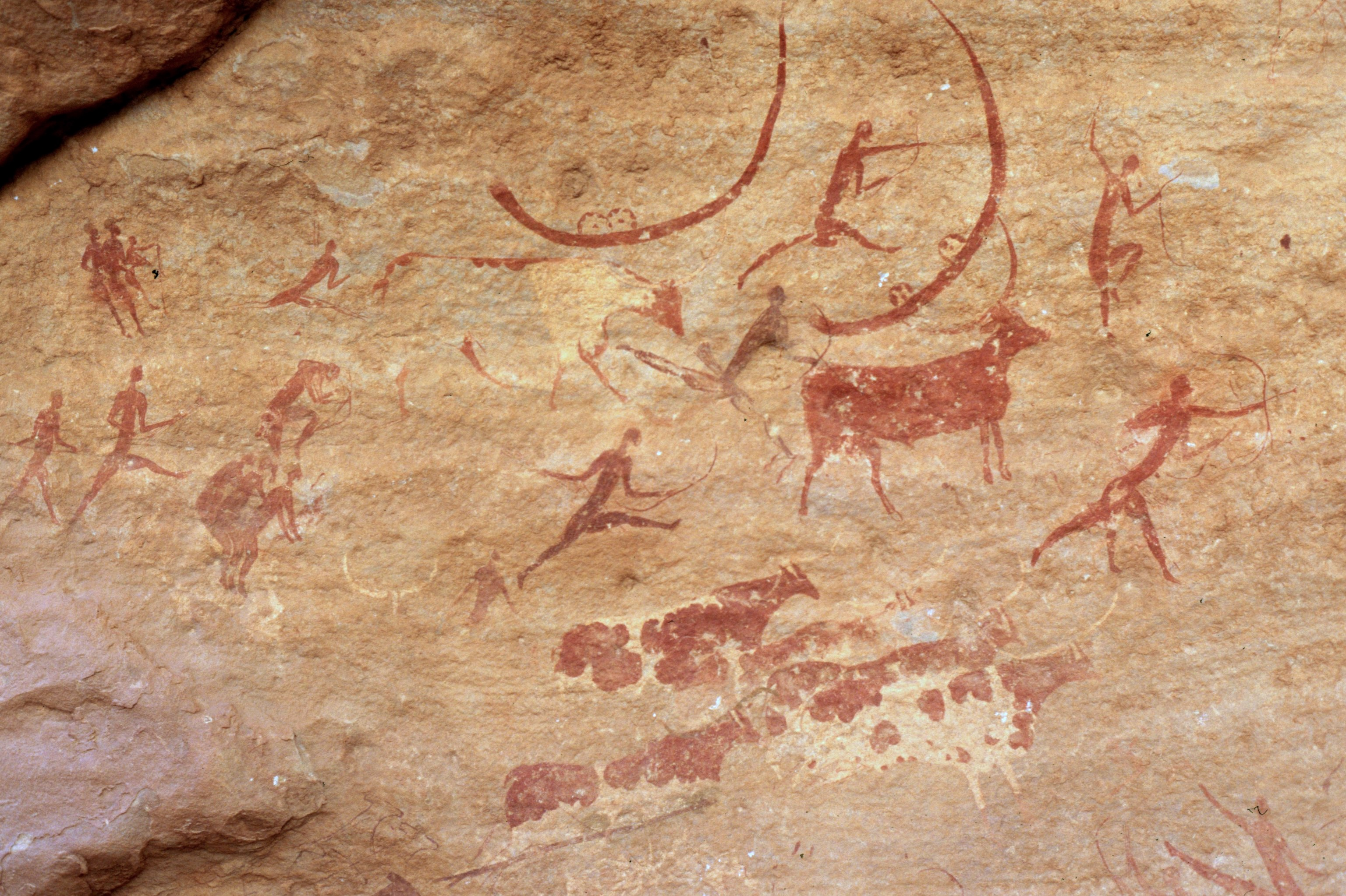
Jäger mit Bögen und Rinder als Jagdbeute (Felszeichnungen in der Sahara)

Auf noch größere Distanzen und bis in die Wipfel der Bäume und auf fliegende Vögel erweiterte der Bogen die Jagdreichweite der Menschen.
In einer Höhle in KwaZulu-Natal, in Südafrika haben Forscher das älteste Zeugnis der Jagd mit Pfeil und Bogen entdeckt. Die etwa fünf Zentimeter lange Pfeilspitze aus Knochen datierten sie auf ein Alter von 61 000 Jahren. Demnach begann die Jagd mit Pfeil und Bogen rund 20 000 Jahre früher als bislang angenommen.
Einige Stämme lernten die Pfeilspitzen zu vergiften, sodass sie auch mit kleinen Pfeilen große Tiere erlegen konnten, für die vorher Speere benötigt wurden.

#### Netze und Schlingen
Als die Menschen begannen, Fasern zu verarbeiten, begannen sie auch, Tiere mit Schlingen zu jagen, sowie Vögel und Fische mit Netzen zu fangen.

#### Blasrohr
Einige wenige Stämme von Jägern und Sammlern verwendeten auch Blasrohre, mit denen sie meist vergiftete Pfeile abschossen. So jagen Indianerstämme im Regenwald Südamerikas mit etwa drei Meter langen Blasrohren und Curare- oder Pfeilgiftfrosch-vergifteten Pfeilen Primaten in den höchsten Wipfeln der Bäume.

## Sammeln

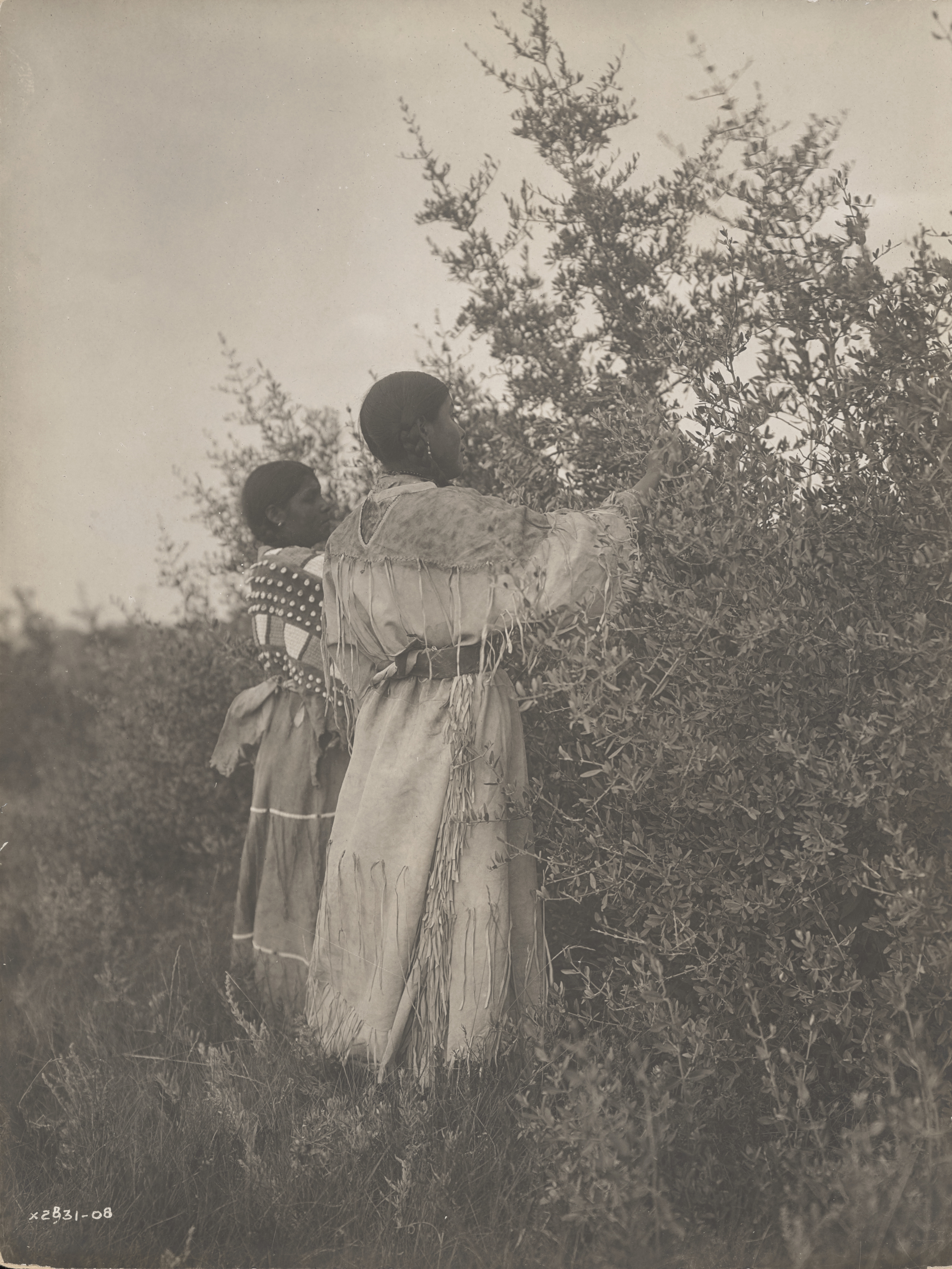
Mandan-Mädchen pflücken Beeren (Edward S. Curtis, um 1908)

Die Menschen sammelten, was die örtliche Natur hergab. Durch seine Fähigkeit, tierische und pflanzliche Nahrung verdauen zu können, steht dem Menschen ein breites Spektrum an Nahrungsquellen zur Verfügung.
Gesammelt wurden bestimmte Früchte, Nüsse, Samen, Wildgemüse, Kräuter, Wurzeln, Rhizome, Maden, Raupen, Insekten, Eier, Honig, Weichtiere, Kriechtiere, Lurche, Algen, Beeren und Pilze. Trotz der angedeuteten Vielfalt stand je nach Gebiet oft eine kleine Anzahl von Nahrungsquellen im Vordergrund. So bildeten in der Mittelsteinzeit Europas (Mesolithikum) vor allem Haselnüsse einen wesentlichen Bestandteil der Nahrung im Winter.
Um die gesammelten Nahrungsmittel zum Lager zu bringen und sie aufzubewahren, nutzten die Menschen zum Beispiel ausgehöhlte Kürbisse sowie Häute und Felle von erjagten Tieren. Sie begannen aber auch, aus Gras und Binsen Körbe und sonstige Behälter zu flechten und zu weben. Diese Techniken waren auch bei der Inbesitznahme von Landstrichen außerhalb der Tropen nützlich, als schützende und warme Bekleidung benötigt wurde.
 Beispiel: Der fruchtbare Halbmond
Im Gebiet des so bezeichneten „fruchtbaren Halbmonds“ (Syrien, Libanon, Palästina, Israel, Mesopotamien) fanden die umherstreifenden Menschengruppen am Ende der Eiszeit – in der Kultur des Natufien zwischen 12000 und 9500 v. Chr. – eine offene Waldlandschaft mit Eichen, Pistazien und Mandelbäumen vor. Sie sammelten Pistazien und Mandeln, aber auch die nur dort heimischen Wildgetreide wie verschiedene wilde Weizensorten, etwa Wilden Einkorn (Triticum boeoticum) und Wilden Emmer (Triticum dicoccoides), sowie Wildgerste und wilde Roggenarten. Außerdem fanden sich dort Hülsenfrüchte wie Erbsen, Platterbsen, Bohnen und Linsen. In den Auwäldern der Täler lebten Auerochsen, Hirsche und Wildschweine, in den Randzonen der Gebirge und Wüsten entstanden savannenartige Parklandschaften mit Gazellen und Wildeseln. Diese „nahezu paradiesischen Zustände“ begünstigten den Übergang zu Sesshaftigkeit – und nach ihrem Ende – zu Ackerbau und Viehhaltung, dem fundamentalen Wendepunkt in der Urgeschichte vom Pleistozän zum Holozän (Nacheiszeitalter).

## „Die Natur des Jägers“ im Zerrspiegel der Zivilisationen

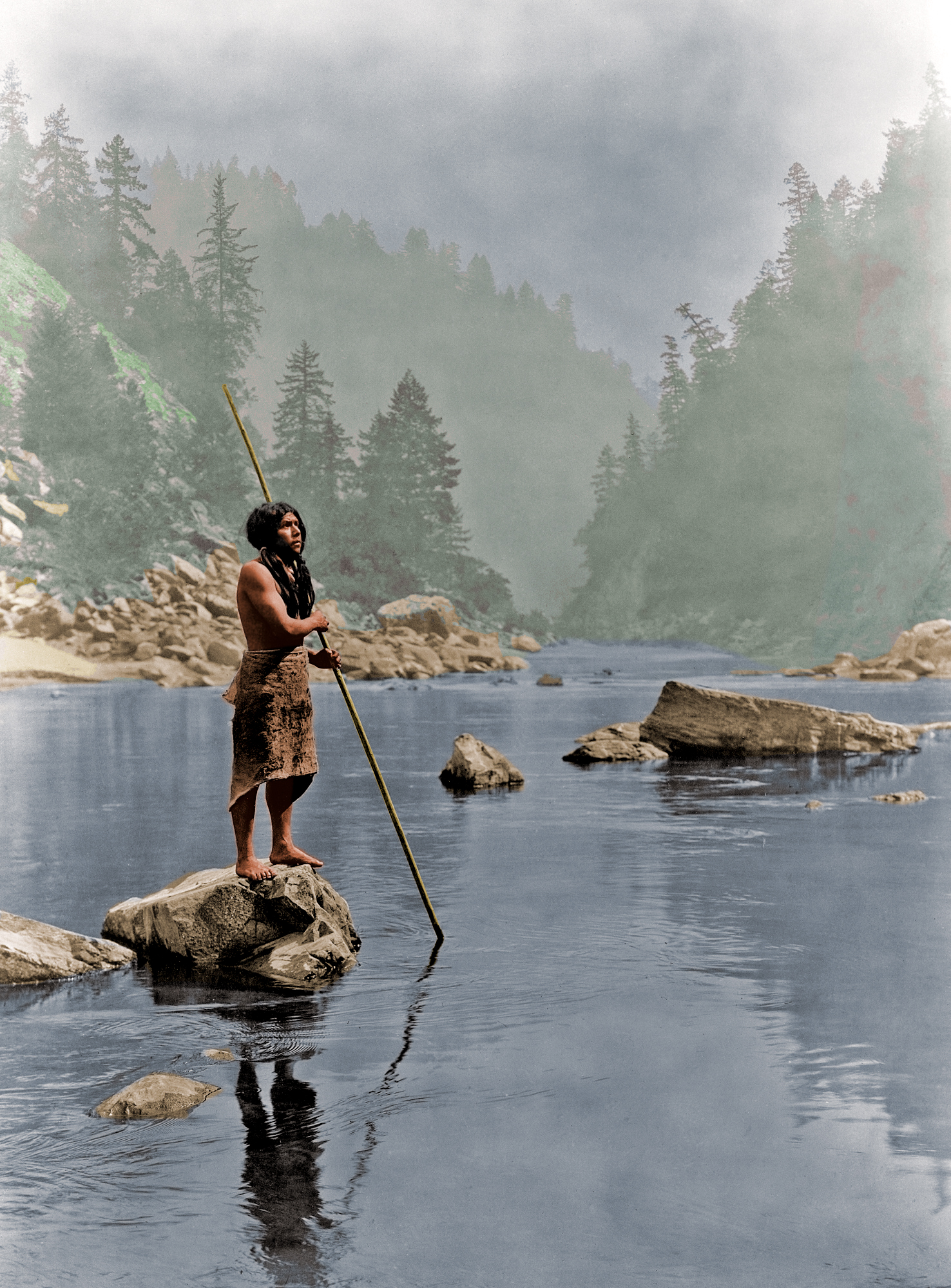
Romantische Bilder bedienen das Klischee vom paradiesischen Leben der sogenannten „Naturvölker“ („A smoky day at the Sugar Bowl“, Edward Curtis, 1923)

Während der Kolonialzeit gingen viele Forscher von einer stetig wachsenden, expandierenden und fortschreitenden Kulturentwicklung aus, deren höchste Stufe man im Abendland sah (→ siehe Kulturstufentheorie). Noch bis in die 1940er Jahre glaubten manche Wissenschaftler in den einfachsten Wildbeuter-Gesellschaften die „Urkultur“ der Menschheit als Ausgangspunkt dieser Entwicklung zu erkennen. Heute wird die Idee einer soziokulturellen Evolution nur noch sehr vorsichtig geäußert. Mark Münzel schrieb dazu mit Blick auf die modernen ethnologischen Erkenntnisse: „Sollte es überhaupt ein Gesetz [Anm.: der Kulturentwicklung] geben, dann höchstens dies: Niedriges technisches Niveau wird durch geistige Höherentwicklung ausgeglichen.“ Dennoch wird der Begriff „niedrige Kulturstufe“ im Zusammenhang mit Jägern und Sammlern selbst in der Literatur immer noch häufig verwendet.
„Nicht-zivilisierte“ Ethnien ohne festen Wohnsitz, ohne Schrift, ohne Maschinen und ohne staatliche Ordnung – oftmals Naturvölker genannt – bilden zweifellos das „größtmögliche Fremde“ im Gegensatz zur modernen Globalkultur. Es wird davon ausgegangen, dass der Mensch mindestens 90 % seiner bisherigen Entwicklungsgeschichte als Jäger und Sammler verbrachte. Das exotisch Fremde wird zum bekannten Verwandten und diese gegensätzliche Konstellation führt zu ambivalenten Vorurteilen und Projektionen: Auf der einen Seite steht das Bild des edlen Wilden – eines unverdorbenen, ethisch und ökologisch handelnden, friedliebenden und paradiesisch lebenden Gutmenschen – und auf der anderen Seite das Bild des Primitiven – eines unzivilisierten, unvermittelt oder hemmungslos triebhaft handelnden, kriegerischen und elend lebenden Barbaren. Diese beiden Extrempositionen äußern sich besonders in den Themenbereichen „Krieg und Frieden“, „Umwelt und Ökologie“ sowie „Alltag und Lebenserwartung“. Im Sinne einer objektiveren Meinungsbildung werden diese drei Bereiche im Folgenden etwas ausführlicher betrachtet.

### „Krieg und Frieden“ in vorstaatlichen Gesellschaften

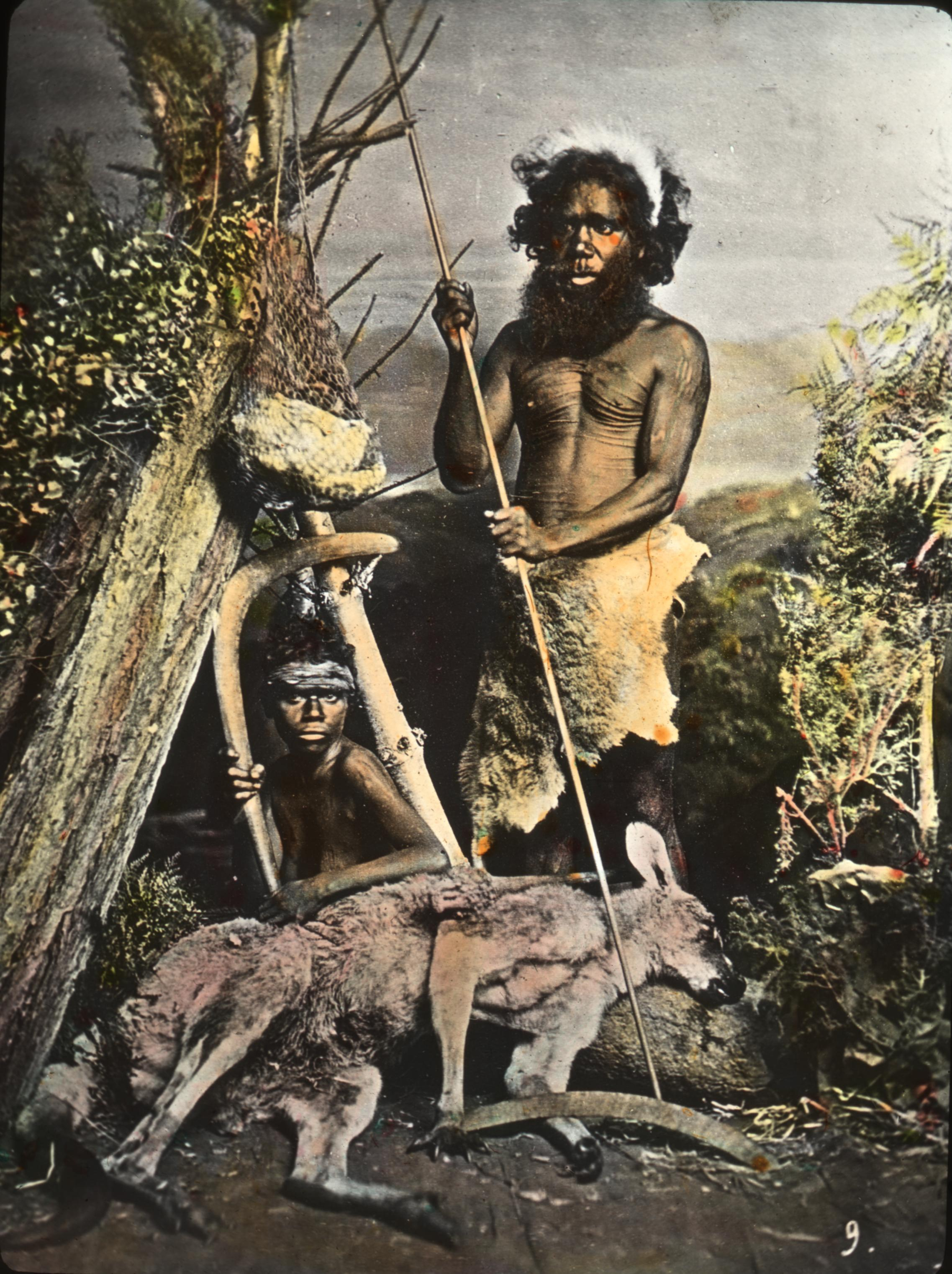
Steht das Jägertum mit der Entstehung des Krieges in Verbindung? (Australische Jäger 1901)

Der US-amerikanische Anthropologe Sherwood L. Washburn ging um 1960 davon aus, dass die menschliche Destruktivität mit dem Beginn des Jägertums entstand. Der „Raubtiercharakter“ des Jägers und die „Lust am Töten“ sei ohne Hemmnisse durch entsprechende Erziehung und Ausbildung immer weitergegeben worden und daraus habe sich in der Jahrhunderttausende langen jägerischen Vorgeschichte eine Neigung zum Sadismus (vorwiegend bei Männern) entwickelt.
In der Forschung (Konfliktsoziologie, Konfliktforschung) bestehen seit Washburn allerdings kontroverse Auffassungen. Der Grund dafür liegt nicht selten bereits an den unterschiedlichen Definitionen für „Krieg“: Versteht man darunter etwa nur organisierte, zwischenstaatliche Konflikte, so rechnen gewalttätige Auseinandersetzungen zwischen lokalen Gruppen nicht dazu.
Man darf annehmen, dass bereits steinzeitliche Jägergruppen in gewissen Situationen mit anderen Gruppen um Ressourcen konkurrierten und dabei auch Gewalt anwendeten. Andererseits gab die extrem dünne Besiedlung wildbeuterisch genutzter Lebensräume aller Wahrscheinlichkeit nach wenig Gelegenheit zu Kriegen. Unter anderem führte diese Überlegung zu der populären Theorie, dass das Kriegführen mit der neolithischen Revolution (größere sesshafte Bevölkerung, dichtere Besiedlung, Streit um Territorien) begonnen habe. Dagegen spricht allerdings z. B. der Fund der 8000 Jahre alten befestigten Siedlung Amnja in der dünn besiedelten westsibirischen Taiga, wo vielleicht der Überfluss an tierischer Nahrung die Sesshaftigkeit förderte.
Für rezente indigene Lokalgruppen sind viele Formen bewaffneter Auseinandersetzungen wie Blutrache, Totschlag und Fehde belegt, bei denen jeder Aggressor aus persönlichen Motiven handelte. Organisierte Eroberungskriege mit manipulierten, trainierten und ausgerüsteten Kriegern, die von einer herrschenden Institution ohne Mitsprache der Beteiligten anbefohlen wurden, waren nach Ansicht einiger Autoren (etwa Sue Mansfield und Alexander Lesser) jedoch unbekannt.
Auch für die Zeit vor dem Neolithikum hat die Archäologie genügend Funde als Beweis für Todesfälle aufgrund von Gewalttaten. Der Verhaltensforscher Irenäus Eibl-Eibesfeldt kritisiert demnach die weit verbreitete These, dass Kriege erst mit der Erfindung der Landwirtschaft begonnen hätten, und hält die Idee von den friedlichen Jägern und Sammlern für einen idealisierenden Mythos.
Manche Autoren versuchten, die Wahrscheinlichkeiten für Todesfälle durch kriegerische Ereignisse für verschiedene Epochen und Kulturen zu ermitteln. Die Berechnungen kommen auf Wahrscheinlichkeiten von 9 bis 15 Prozent für Wildbeutergruppen, Opfer einer bewaffneten Auseinandersetzung zu werden. Nach Steven Pinker liegt die Wahrscheinlichkeit im 20. Jahrhundert weltweit nur noch unter einem Prozent. Kritiker halten solche Berechnungen jedoch für höchst spekulativ, da bereits die zugrundeliegenden Werte ausgesprochen unsicher sind: Archäologische Funde bilden nur einen winzigen Ausschnitt der Realität ab und sind unterschiedlich interpretierbar; ethnographische Aufzeichnungen basieren zumeist auf Schätzungen und selbst die Zahlen für die Toten der jüngsten Kriege basieren auf groben Schätzungen. Außerdem werden die historischen kriegerischen Konflikte, an denen Wildbeutergruppen beteiligt waren, von einigen Ethnologen auf unterschiedliche Einflüsse durch die Begegnung mit den imperialistischen Kolonialmächten zurückgeführt.
Der US-amerikanische Politikwissenschaftler Quincy Wright untersuchte in den 1960er Jahren Aufzeichnungen über 653 verschiedene Ethnien hinsichtlich Krieg und Frieden und kam dabei zu einer völlig anderen Feststellung: „Die Sammler, primitiven Jäger und Ackerbauern sind die am wenigsten kriegerischen. Die weiter fortgeschrittenen Jäger und Ackerbauern sind kriegerischer, und die am höchsten stehenden Ackerbauern und die Hirten sind die kriegerischsten von allen.“

Der Psychoanalytiker Erich Fromm (der selbst 30 rezente vorindustrielle Kulturen mit verschiedenen Lebensweisen untersuchte) zog daraus den Schluss, dass die „Kriegslust“ mit der Entwicklung der Zivilisation zugenommen habe: Je mehr verschiedene Dinge der Mensch produziert und besitzt, desto größer sind Habgier und Neid, die er als zwingende Voraussetzungen für kriegerische Handlungen auffasste. Fromm stellte in seiner Studie fest, dass zumindest destruktives Verhalten (Zerstörungswut, Grausamkeit, Mordgier u. Ä.) bei den egalitär organisierten (unspezialisierten) Jägern und Sammlern viel häufiger fehlte oder viel geringer ausgeprägt war als bei zivilisierten Gesellschaften. Ursächlich sind nach seiner Auffassung die soziokulturellen Bedingungen, die er in drei Gruppen gliederte:
- „Lebensbejahende Gesellschaften“ (ausgeprägter Gemeinschaftssinn, große soziale Gleichheit, freundliche Kindererziehung, tolerante Sexualmoral, geringe Aggressionsneigung)
- „Nichtdestruktiv-aggressive Gesellschaften“ (Rang und Rivalität, Status und Erfolg, zielgerichtete Kindererziehung, reglementierte Umgangsformen, Aggressionsneigung)
- „Destruktive Gesellschaften“ (strenge Hierarchien, Egoismus, Neid und Misstrauen, Feindseligkeit, ideologisierte Kindererziehung, häufige Aggressionen mit Zerstörungswut und Grausamkeiten)

Dennoch fand er gesellschaftlich toleriertes, aggressives Verhalten bei Jägervölkern genauso wie Gewaltlosigkeit; aber ebenso Zerstörungslust und Grausamkeit bei den spezialisierten Wildbeutern der nordamerikanischen Pazifikküste und demgegenüber sehr harmonisch-friedliche Lebensweisen bei Nicht-Jägern wie den Toda in Südindien – die Büffelzucht und Feldbau betreiben – oder den Zuñi in New Mexico – die traditionell von Bewässerungsfeldbau und Schafzucht leben und eine komplexe Sozialstruktur haben. Die Subsistenzweise ist eine wichtige Grundlage für das Sozialverhalten, mitentscheidend ist jedoch auch das jeweilige Wertesystem, auf dem die Kultur beruht.
Auch sehr traditionell lebende Jägervölker kennen persönliches Eigentum, wenn auch nur in geringem Ausmaß. Da es kaum Privatsphäre gibt und keinen lohnenden „Markt“ für Diebesgut, ist Neid als Ursache für Gewalt jedoch kaum anzunehmen. Vielmehr drehen sich die meisten Streitigkeiten dort um Frauenraub und den „guten Ruf“ der Gruppenmitglieder. Häufig liegt dabei die Ursache im Verdacht, jemand habe schwarze Magie angewandt oder moralische Normen verletzt. Dies kann durchaus zu blutigen Konflikten führen. In vielen Kulturen waren die jeweiligen Schamanen wichtige Konfliktlöser, gleichwohl dies oftmals nicht mit der modernen Rechtsauffassung vergleichbar ist.
Die Studie von Douglas P. Fry und Patrik Söderberg (2013) differenziert ähnlich wie Fromm sozioökonomisch zwischen einfachen (unspezialisierte Abstammungsgruppen) und komplexen (spezialisierte Ranggesellschaften) Jägern und Sammlern sowie zwischen tödlichen Konflikten unter Gruppen und Gewalttaten innerhalb der Gruppen. Tödlich endende Fehden sind bei den einfachen Wildbeutergruppen in aller Regel wesentlich seltener als bei allen anderen Kulturen; Tötungsdelikte hingegen weisen hohe Raten auf. Bei den komplexen Wildbeuterkulturen kommen Fehden bereits häufiger vor. Todbringende Kriege führte nur eine kleine Minderheit der Jäger und Sammler (der vorkolonialen Epoche).
Es ist offensichtlich, dass sich die Interessenkonflikte und die Methoden zur Verhinderung gewalttätiger Konfrontationen in Wildbeuterkulturen erheblich von anderen Gesellschaften unterscheiden. Der Anthropologe Marvin Harris führt dazu drei Hauptgründe an:
- die geringe Größe der Horden- und Dorfgesellschaften, in der jeder jeden kennt,
- die verwandtschaftlichen Beziehungen als zentrale Größe der sozialen Strukturen (Reziprozität, gemeinsame Werte und Interessen) und
- das weitgehende Fehlen von Ungleichheiten beim Zugang zur (gruppeneigenen) Technologie und den natürlichen Ressourcen.

Harris bemerkt zudem, dass es für nomadisierende Gruppen in sehr großen Territorien viel einfacher als für sesshafte war, einem Konflikt aus dem Weg zu gehen oder im Kriegsfall zu fliehen.

### „Umwelt und Ökologie“

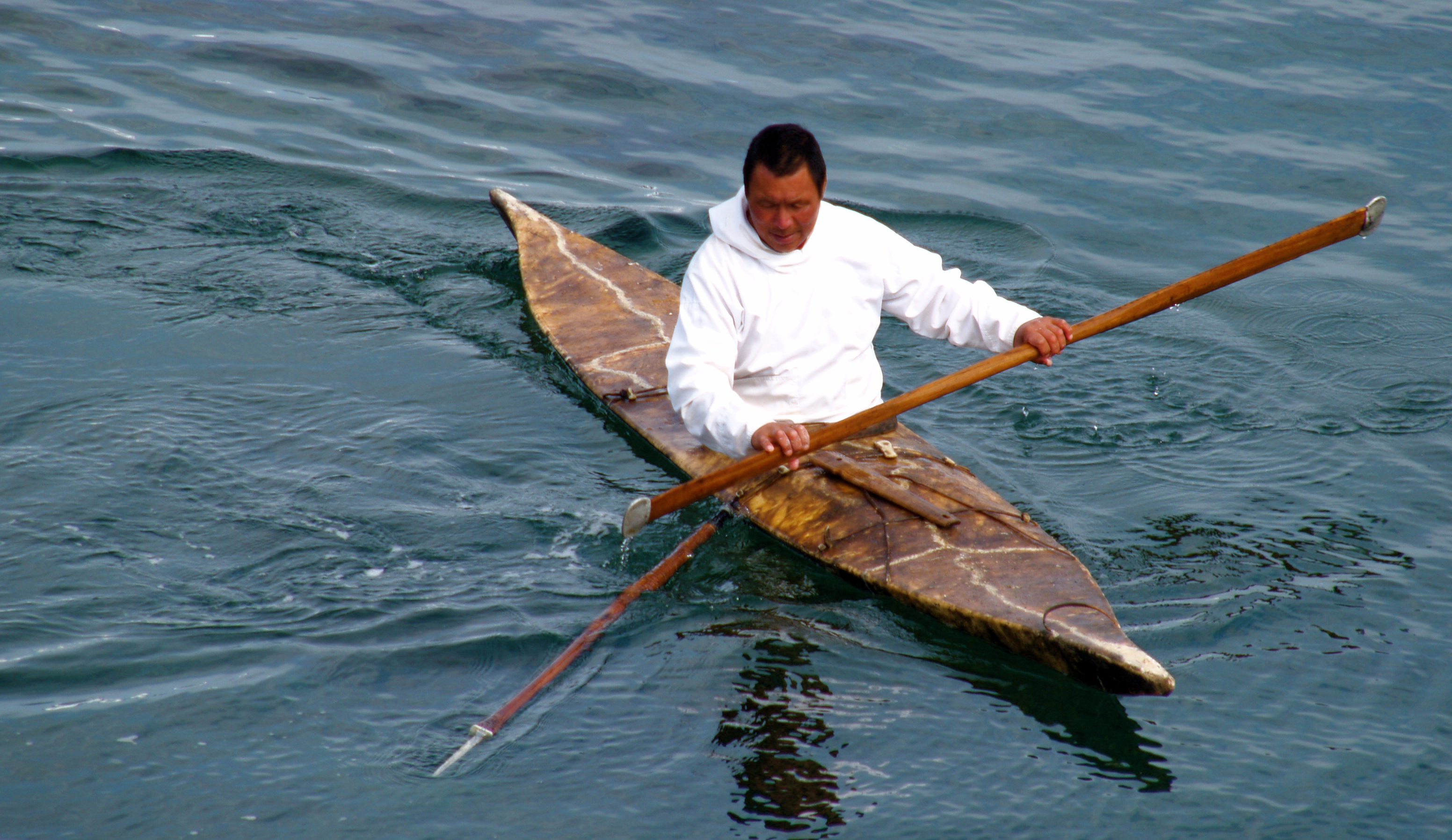
Insbesondere Jäger extremer Lebensräume benötigen hochspezialisierte Kenntnisse und Fertigkeiten

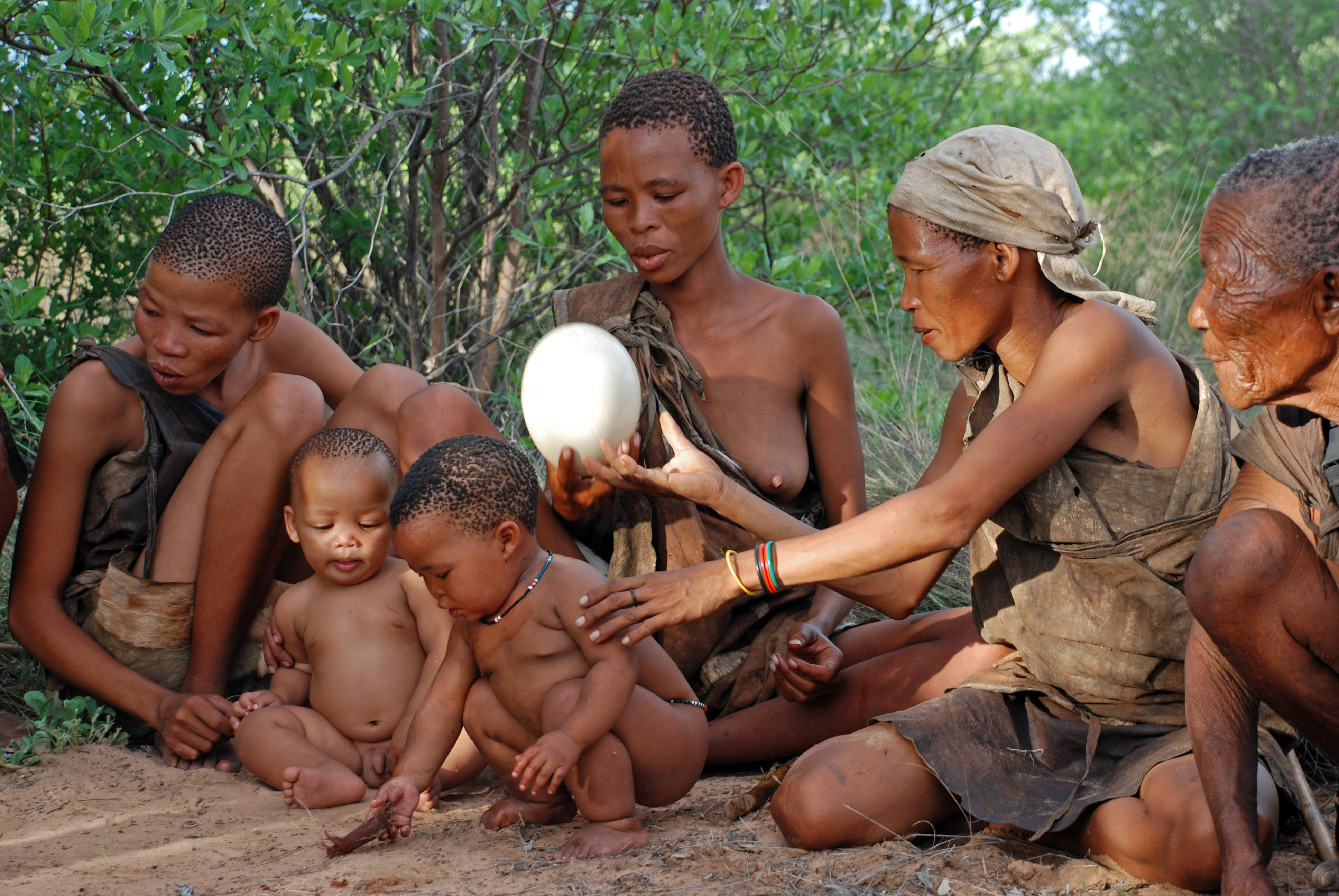
Die permanente Auseinandersetzung mit der direkten Umwelt schärft die Sinne der „Ökosystem-Menschen“ für Zusammenhänge

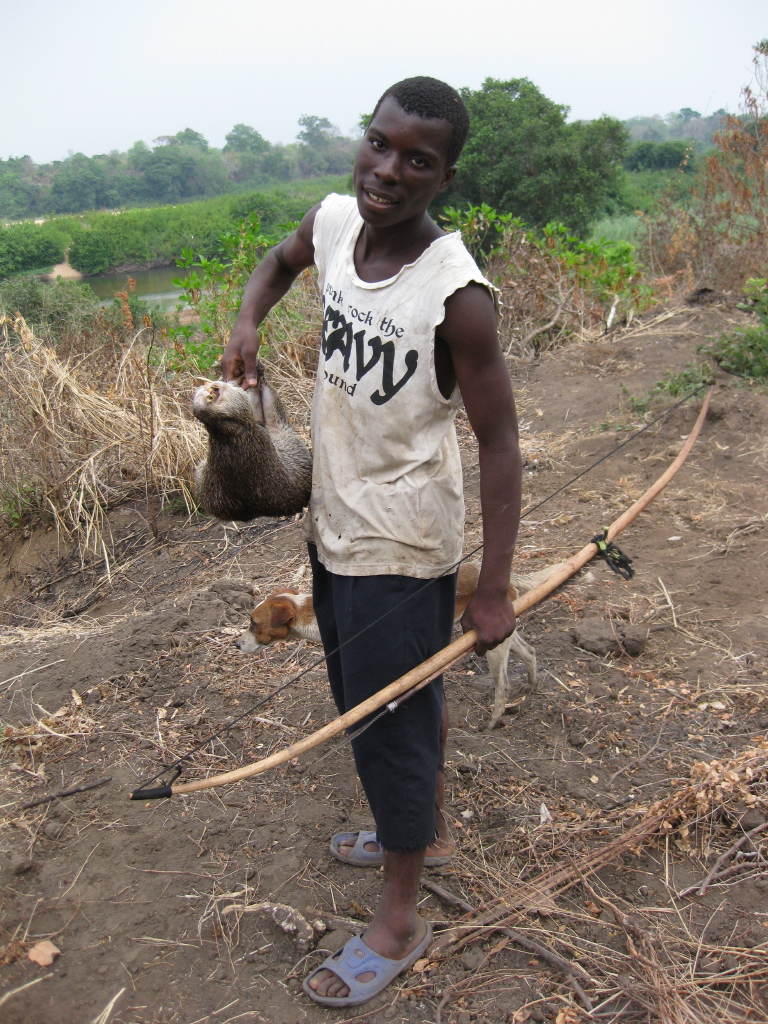
Hunger und Jagdeifer sind menschliche Motivationen, die seit jeher mit Vernunft und spiritueller Naturbindung wetteifern

Da Jäger und Sammler die natürlichen Ressourcen nur selektiv nutzen und weil die Bevölkerungsdichte bei weitgehend isoliert lebenden Ethnien extrem gering ist, waren ihre Nutzungsformen vergleichsweise umweltschonend und nachhaltig (siehe auch Optimal foraging). Ihr Einfluss auf den Naturhaushalt reicht nach wie vor nicht über ein oder wenige Ökosysteme hinaus (siehe auch „Ökosystem-“ vs. „Biosphärenmenschen“). Ihr traditionelles Wissen zeichnet sich vor allem durch Kenntnisse über die Zusammenhänge der Natur ihres Lebensraumes aus.
Darüber hinaus verfügten viele Wildbeuterkulturen weltweit – insbesondere in Gebieten mit geringer Wilddichte – über komplexe, tradierte Normen, religiös verortete Riten, Mythen, Tabus und Wertvorstellungen, die unter anderem auch den sorgsamen Umgang mit der Umwelt sichern sollten. Dieser „ritualisierten Ethik“ stand jedoch seit jeher die „menschliche Natur“ gegenüber: Hunger, Erfindungsreichtum oder Eifer können mächtig motivieren. Dies belegen auch die Erkenntnisse über die frühen Jägervölker, denn sowohl für den nachhaltigen als auch für den plünderischen Umgang mit der Umwelt gibt es stichhaltige Belege. Allerdings war das Ausmaß der damaligen Umweltzerstörungen wegen der geringen Menschenzahl und vor allem wegen der geringen technischen Möglichkeiten weit weniger umfassend. Durch moderne Maschinen, chemische Industrie, Nutzung von Erdöl oder moderne Kriege ist die Erde heutzutage unvergleichlich massiveren menschlichen Einflüssen ausgesetzt.
Dennoch lebten die Gesellschaften der Jäger und Sammler nicht notwendigerweise in völligem „Einklang mit der Natur“. So kam es während der Ausbreitung des Homo sapiens über die Erde bei der Besiedlung unbekannter, isolierter – und darum besonders empfindlicher – Ökosysteme (wie etwa Inseln) zur Ausrottung ganzer Tierpopulationen. Bekannte Beispiele dafür sind die ursprünglichen Großsäuger auf Zypern (etwa 9500 v. Chr.) und der Riesenlaufvogel Moa auf Neuseeland (13./14. Jahrhundert), die mit Eintreffen der Jäger komplett vernichtet wurden.
Nach der umstrittenen Overkill-Hypothese ist der Mensch auch für die, aus dem Abstand gesehen, dramatischen quartären Veränderungen der Flora und Fauna der Kontinente Australiens und beider Amerikas verantwortlich, da sie direkt in den Jahrhunderten bis Jahrtausenden nach der Erstbesiedlung durch den Menschen auftraten. Es wird angenommen, dass beispielsweise die Jagd durch gelegte Feuer die angetroffenen Ökosysteme massiv beeinflusste. So verschwanden allmählich unter anderen Procoptodonen und Beutellöwen aus Australien, genauso wie Mammuts und Urpferde (etwa das Hippidion) auf dem amerikanischen Doppelkontinent. Andere Autoren sehen klimatische Veränderungen als Hauptursache an. Zumindest eine Beteiligung des Menschen durch Überjagung ist kaum von der Hand zu weisen.
Erst im Laufe der Zeit entwickelten die Wildbeuter-Kulturen die oben genannten – fragilen und latent instabilen – Traditionen, die ihnen ermöglichten, mit ihren Ressourcen nachhaltiger umzugehen. Dabei standen sie zudem immer der Versuchung gegenüber, auf Populationsstress, der etwa durch klimatische Verschlechterungen verschärft wurde, mit Übernutzung der natürlichen Ressourcen zu reagieren.
Auch die Jäger und Sammler der Gegenwart (die noch nicht oder nur geringfügig durch die moderne Lebensweise beeinflusst sind) achten zumeist auf die Unversehrtheit ihrer Umwelt, da sie direkt davon abhängen. Sobald sich jedoch andere Quellen für den Lebensunterhalt ergeben, bleibt die traditionelle Nachhaltigkeitsstrategie nicht in jedem Fall erhalten, wie die positiven Reaktionen einiger Wildbeutergemeinschaften auf Geldeinnahmen aus Holzeinschlag oder Bergbauaktivitäten belegen.

### „Alltag und Lebenserwartung“

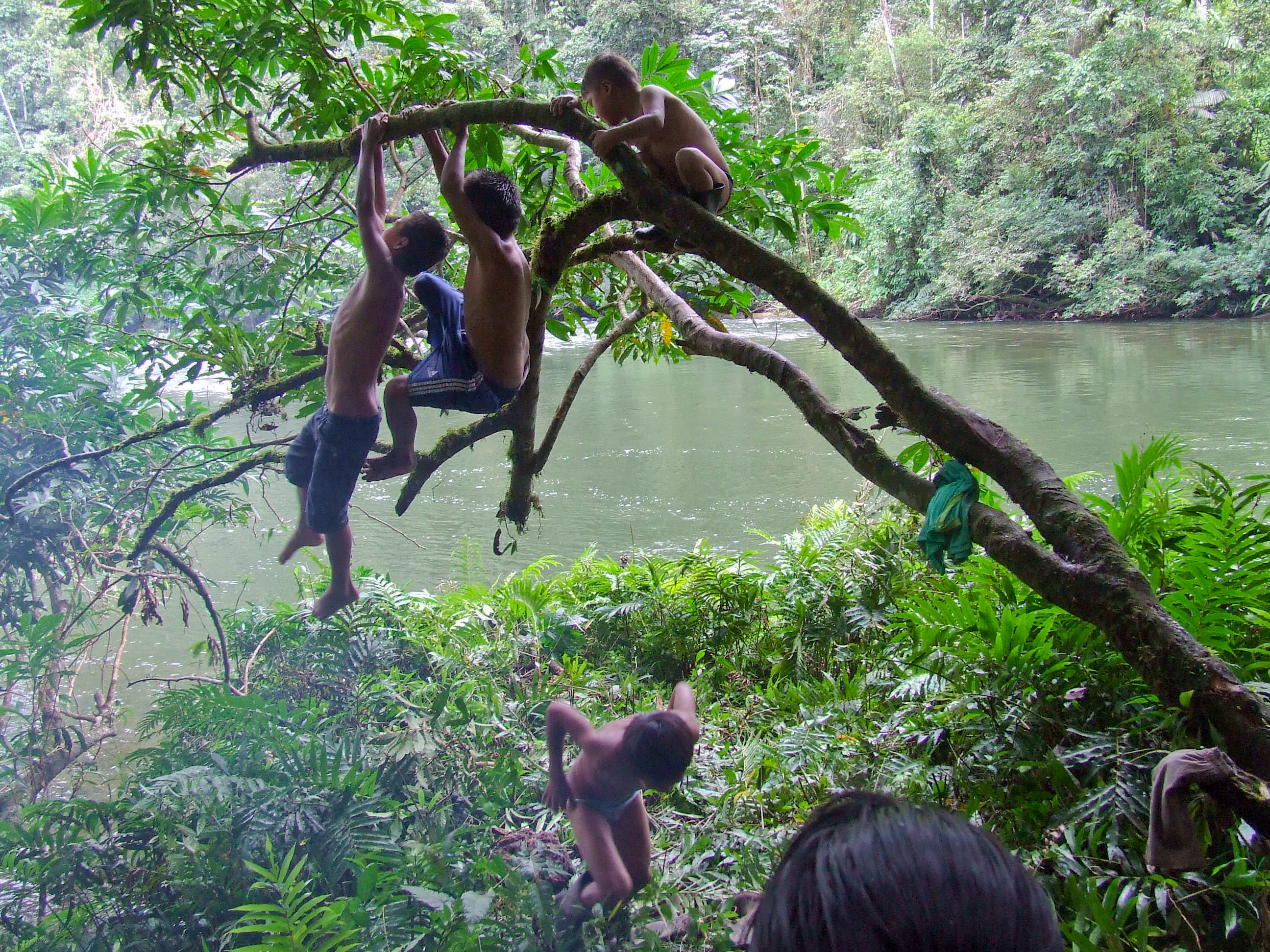
Glück und Wohlstand werden sehr unterschiedlich empfunden und sind schwer messbar (Shuar-Kinder aus Ecuador)

Zahlreiche Studien belegen, dass selbst Jäger und Sammler karger Trockenräume in der Regel keinen Mangel litten und im Durchschnitt deutlich mehr Freizeit zur Verfügung hatten als moderne Erwerbstätige. Der US-amerikanische Anthropologe Marshall Sahlins bezeichnete die historischen Wildbeuterkulturen deshalb als „ursprüngliche Wohlstandsgesellschaft“. Ältere Studien beziehen sich dabei nur auf die Tätigkeiten des Jagens und Sammelns (bei den San wenig mehr als 2 Stunden täglich, auf alle Gesellschaftsmitglieder umgelegt) und berücksichtigen nicht die Zeit für Nahrungsmittelzubereitung, Kinderbetreuung und Gebrauchsgüterherstellung. Wird dies mit berücksichtigt, liegen die Zeiten bei circa 6 Stunden täglich für die San bis maximal 7 Stunden für die Aborigines. Zum Vergleich: Ein durchschnittlicher US-amerikanischer Werktätiger wendete in den 1980ern mindestens 11 Stunden täglich für die Erwerbstätigkeit und die anderen vorgenannten Tätigkeiten auf. Doch auch diese differenzierten Werte werden von einigen Autoren angezweifelt:
- Bereits Sahlins spekulierte, dass die Zeiten für Jäger und Sammler ertragreicherer Räume unter den ermittelten Werten für die Wüstenjäger liegen müssten,[24] für subarktische und arktische Jäger nach Klaus E. Müller jedoch wiederum höher,[3]
- Steven A. LeBlanc kritisiert unzureichende Methoden der älteren Studien (Befragung statt Begleitung) und mutmaßt, dass der Zeitaufwand bei den San in der Vergangenheit höher gewesen sein müsse, da sie schon seit Jahrzehnten effizientere Eisengeräte und nicht selbst hergestellte Baumwollkleidung sowie gebohrte Wasserlöcher benachbarter Hirten benutzen würden und dadurch Zeit sparen.[B: 6]
- Christian Lauk weist zudem darauf hin, dass die Werte über alle Mitglieder einer Gesellschaft gemittelt seien, obwohl in keiner Gesellschaft alle Menschen am Nahrungserwerb beteiligt sind[24]

Das durchschnittliche Sterbealter Erwachsener (demnach ohne Berücksichtigung der Kindersterblichkeit) lag 2007 bei Jägern und Sammlern zwischen 47 und 58 Jahren. Zum Vergleich eine moderne Wohlstandsgesellschaft: Deutsche, die zwischen 2009 und 2011 zwanzig Jahre alt waren, werden nach der Sterbetafel im Schnitt rund 80 Jahre alt; und ein Entwicklungsland: 20 Jahre alte Einwohner Botswanas werden hingegen nur 54 Jahre erreichen.

## Heutige Jäger-und-Sammler-Völker

Die San oder „Buschleute“ lebten vermutlich früher in fruchtbareren Gebieten als Feldbauern

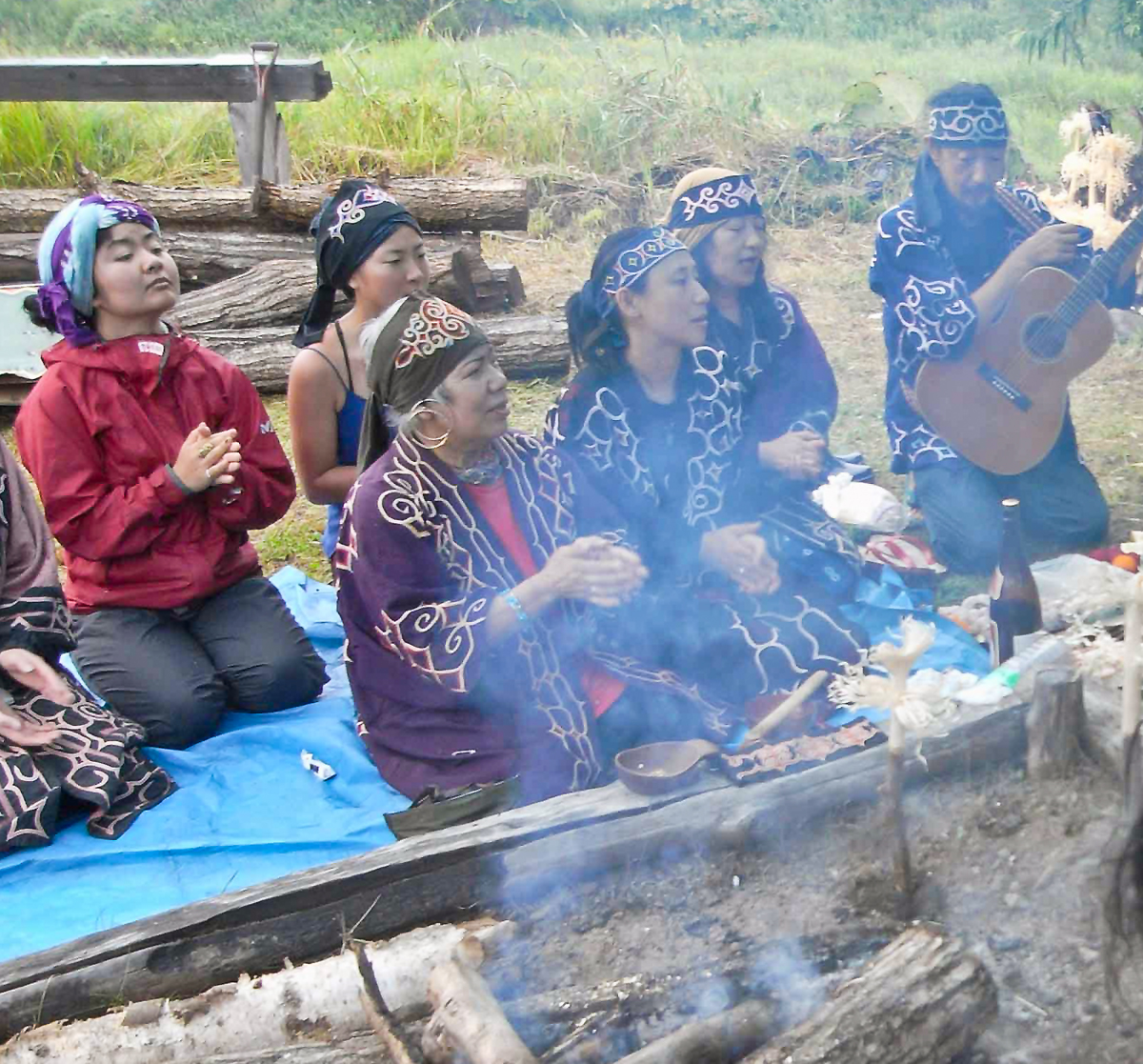
Die Ainu Japans haben den früheren Subsistenzfischfang zu einer Erwerbswirtschaft gemacht

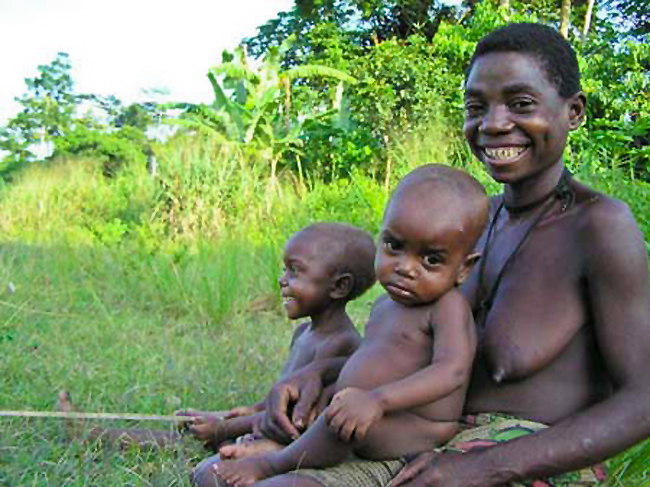
Aka-Mutter mit Kindern aus der Republik Kongo

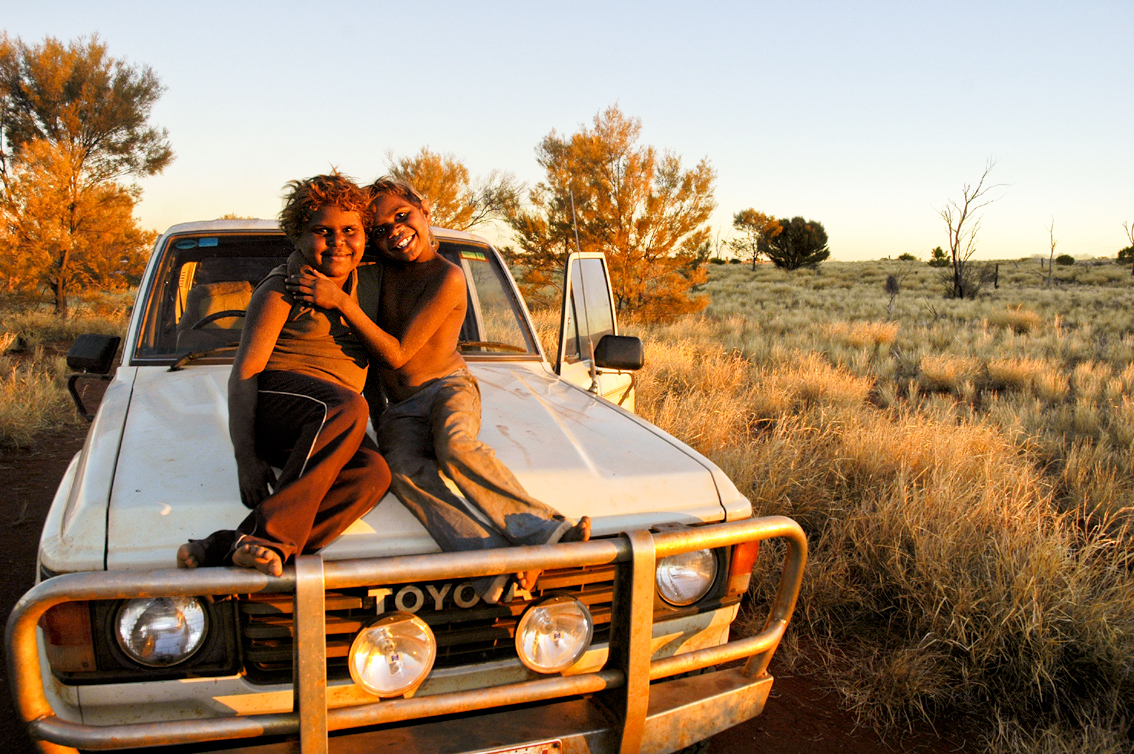
Die traditionelle Jagd der Aborigines war jahrzehntelang erloschen und erlebt heute – z. T. in modernisierter Form – bei manchen Gruppen ein Comeback

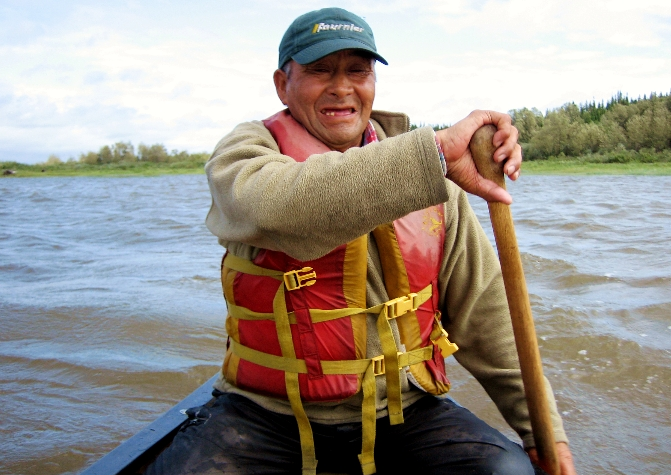
Die Cree gehören zu den Völkern Kanadas, bei denen einige Menschen zumindest teilweise vom Jagen und Fischen leben

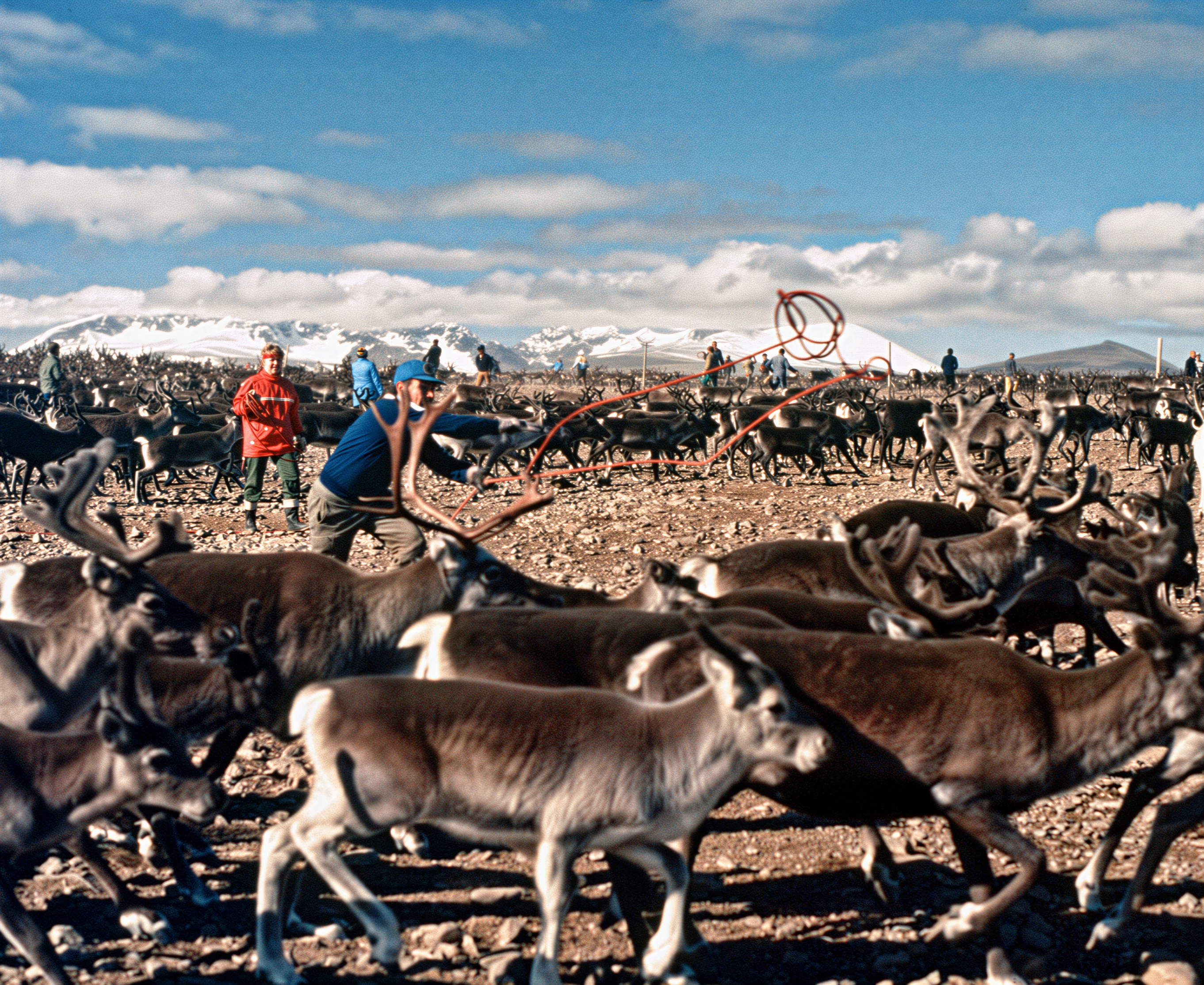
Die Sámi Nordeuropas lebten bis ins 17. Jahrhundert von der Jagd, bevor sie zur Rentierhütehaltung übergingen

Bei einigen dieser Stämme oder Völker ist zu beachten, dass sie ursprünglich nicht unbedingt Jäger und Sammler waren, sondern in Gebiete vertrieben oder abgedrängt worden sind, in denen aufgrund der klimatischen Gegebenheiten (Trockenheit oder Kälte) kein Bodenbau möglich ist. Ein Beispiel dafür sind möglicherweise die San im südlichen Afrika (früher als „Buschleute“ bezeichnet). Bis vor Kurzem lebten auch noch einige Aborigines in Australien als Jäger und Sammler und erreichten wie die San einen erstaunlichen Grad der Anpassung an extrem unwirtliche Wüstengebiete. Die letzte Gruppe von Jägern und Sammlern in Australien waren die Pintupi Nine, die 1984 erstmals in Kontakt mit der westlichen Kultur traten.
Jagen und Sammeln erfordert wie der Hirtennomadismus große, herrenlose und naturnahe Gebiete. Die Ausdehnung der Industriegesellschaften – in Verbindung mit ihren kapitalistischen Eigentumsvorstellungen für Grund und Boden – in immer entlegenere Räume erschwert daher diese Wirtschaftsform zunehmend. Selbst Gruppen der entlegensten Regionen sind heute zumindest temporär in irgendeiner Weise mit der Erwerbswirtschaft verbunden, so etwa durch den Verkauf von Kunsthandwerk, Tauschgeschäfte, Arbeitslohn für Dienstleistungen (Fährtenlesen, Herdentiere hüten, Touristen führen u. ä.) oder staatliche Geldzuweisungen. Die große Mehrheit der heutigen Jäger und Sammler bestreiten ihren Lebensunterhalt aus einer Vielzahl von Quellen. Dazu gehört auch ein Tauschhandel, gelegentlich praktiziert als stummer Handel, mit Ackerbau treibenden Nachbarn. Die traditionelle Nahrungssuche ist häufig eine Pufferstrategie für Notzeiten, die mal mehr und mal weniger wichtig ist (siehe auch Bushmeat). Bei einigen bereits assimilierten Ethnien (etwa sibirischen Völkern oder Aborigines) ist heute eine Retraditionalisierung der Jagd- und Sammelwirtschaft zu beobachten (siehe auch: Bush Food).
Wie viele wild- und feldbeuterisch lebende Ethnien heute noch existieren, ist umstritten. Dies liegt vor allem an den in den verschiedenen Studien verwendeten unterschiedlichen Definitionen der Zuordnungskriterien von Gruppen zu diesen. Wird beispielsweise unterstellt, dass die gesamte Nahrung ausnahmslos erjagt und ersammelt sein muss, dann gibt es heute keine Wild- und Feldbeuter mehr. Die unterschiedlichen Definitionen und Auffassungen diesbezüglich kristallisieren ihre Differenzen vor allem an ihren Antworten auf Kriterienfragen wie den folgenden heraus:
- Wie groß muss der Anteil der Nahrung mindestens sein?
- Darf moderne Technologie eingesetzt werden?
- Muss die Gruppe ausschließlich Subsistenzwirtschaft betreiben?
- Ist nur der Nahrungserwerb entscheidend oder sind eher die traditionellen soziokulturellen und weltanschaulichen Bedingungen der Ethnie ausschlaggebend?

Dies sind vier Beispiele für Fragen, die vor einer Datenerhebung geklärt werden müssen; und sie werden derzeit je nach Land und Autor sehr unterschiedlich beantwortet. Eine weltweit einheitliche Definition – die auch juristisch wichtig wäre, um die Rechte dieser Menschen abzusichern – ist bislang nicht vorhanden.
Die im Folgenden genannten Zahlen aus dem Buch „Hunters and Gatherers in the Modern World“ aus dem Jahr 2000 stammen von Volkszählungen, Menschenrechtsgruppen, wissenschaftlichen Autoren verschiedener Fachbereiche oder von den lokalen Gemeinschaften selbst. Sie sind von daher nur als grobe Richtwerte zu verstehen. Die aufgeführten Ethnien wurden mit den Informationen aus drei weiteren aktuellen Büchern abgeglichen und konkretisiert.
Jagd und Sammelwirtschaft spielt bei rund 3,8 Millionen Menschen lokaler Gruppen der folgenden Ethnien heute eine wichtige Rolle:

### Asien
- 1.300.000 Angehörige von Adivasi-Gruppen in Indien (etwa Birhor, Chenchu, Nayaka, Paliyan, Hill Pandaram)
- 699.400 Angehörige weiterer Ethnien Südasiens ohne Andamaner
- 502.400 Angehörige südostasiatischer Völker (u. a. Derung, Yao und Akha im Grenzgebiet Chinas, Mani in Thailand, Aeta auf den Philippinen, Kubu und Mentawei auf Sumatra, Fayu sowie einige andere Gruppen in Westneuguinea und einige der isolierten Völker Neuguineas – Orang Asli und Penan unten gesondert ausgewiesen)
- 210.000 Angehörige sibirischer Völker (einige Gruppen in Russland)
- 90.000 Orang Asli in Malaysia
- 26.000 Ainu (Japan)[Anmerkung 4]
- 7.600 Penan (Borneo)
- 600 Andamaner, darunter etwa 200 Jarawa (Indien)

insgesamt 2.836.000 Menschen

### Afrika
- 200.000 Pygmäen in Zentralafrikas Regenwäldern
- 105.000 San im südlichen Afrika (Namibia, Botswana, Südafrika)
- 145.000 Angehörige von Ethnien in Ostafrika (u. a. Boni in Kenia u. Somalia, Okiek, Sengwer und Yaaku in Kenia, Hadza in Tansania)

insgesamt 450.000 Menschen

### Australien und Ozeanien
- 300.000 Aborigines (vor allem Yolngu, Fitzroy-Stämme, Warlpiri, Martu, Arrernte, Pintupi, Pitjantjatjara)[Anmerkung 5]

insgesamt 300.000 Menschen

### Nordamerika (ohne Mittelamerika)
- 90.000 Eskimo in Alaska, Kanada und Grönland
- 90.000 Indianer, insbesondere im Kulturareal Subarktis (einige Gruppen der Athabasken, Cree und Innu)

insgesamt 180.000 Menschen

### Mittel- und Südamerika
- 1.250 Huaorani (Ecuador)
- 910 Angehörige von weiteren Regenwaldethnien (u. a. einige der isolierten Völker Südamerikas)
- 800 Wayapopihíwi (Kolumbien und Venezuela)
- 400 Aché (Paraguay)
- 140 Sirionó (Bolivien)
- ? Toba (Argentinien)

insgesamt 3.500 Menschen

### Europa
Das Ende der Wildbeuterei in den gemäßigten Klimaten Europas wurde mit Beginn des Neolithikums in den jeweiligen Regionen eingeleitet. Am längsten hielt sie sich in Skandinavien (→ Samen 17. Jahrhundert) und Russland (→ Komi 20. Jahrhundert, Nenzen 17./18. Jahrhundert), wo sie weitgehend von der Rentierhaltung abgelöst wurde.

## Arktische und subarktische Gebiete
Besonders lange hielt sich die Lebensform des Jagens und Sammelns in den polnahen Gebieten. Beispiele sind die sibirischen Völker der Aleuten, die Itelmenen, die Ewenen (bis ins 17. Jahrhundert), die Eskimo von der Tschuktschen-Halbinsel über Alaska bis Grönland und die athabaskischen sowie algonquianischen Indianerstämme Alaskas und Kanadas. Einige dieser Jägervölker züchteten Hunde für die Jagd und für Transportzwecke (Hundeschlitten).
In Tundra und Taiga ist Ackerbau nicht möglich, so dass die ursprünglichen Bewohner reine Jäger und Sammler waren. In Eurasien entwickelte sich um 1000 v. Chr. aus der Rentierjagd die Rentier-Naturweidewirtschaft, beispielsweise bei den Korjaken, Tschuktschen, Nenzen und Samen. Erst relativ spät kam die Viehhaltung hinzu, von Pferden und anderen Tieren.
Nur sehr wenige Menschen der nordischen Völker leben ausschließlich vom Jagen und Sammeln. Für sehr viele stellt es jedoch einen wichtigen Nebenerwerb dar, sowohl zur Selbstversorgung als auch zum Verkauf von Pelzen und anderen Produkten.

## Übergang zu Ackerbau oder Viehzucht ab etwa 10.000 v. Chr.
Die Anfänge von systematischem Ackerbau liegen nach heutigem Kenntnisstand im Goldenen Dreieck in Obermesopotamien. Im Umkreis des dortigen Berges Karacadağ wurde über genetische Untersuchungen der Ursprung unseres Kulturgetreides (Einkorn) verortet. Etwa um 10.000 v. Chr. begann in dieser Gegend eine fundamentale Umbruchszeit, in der auch die monumentale Tempelanlage Göbekli Tepe eine wichtige Zentralfunktion hatte. Die erst in den 1990er-Jahren entdeckte und ausgegrabene Großtempelanlage mit vielen tonnenschweren Pfeilern und T-Pfeilern entstand in der Übergangszeit zu Ackerbau und Viehzucht und wurde über ein Jahrtausend gepflegt. Der Fund von Göbekli Tepe hat das Bild der halbsesshaften Jäger und Sammler dieser Zeitperiode radikal verändert: „[…] bisher vermochte man sich ja auch nicht einmal vorzustellen, dass die Menschen um 9.000 v. Chr. bereits in der Lage waren, tonnenschwere Steine zu meißeln, zu transportieren und zu großen Ensembles zu arrangieren“ (Parzinger 2014). Der frühe dortige Ackerbau erforderte eine gemeinschaftliche Organisation von Schutzmaßnahmen vor den dort lebenden Gazellen und Wildeseln. Es wird ein ursprünglicher Zusammenhang vermutet zwischen der Organisation großer Feste, dem Bereitstellen großer Mengen an pflanzlicher und tierischer Nahrung und der Entstehung des Ackerbaus. In Göbekli Tepe wurden große Haufen von Tierknochen gefunden, es mussten große Mengen von Tieren verspeist worden sein. Auffallend ist bei den vielen dort gefundenen Tierskulpturen die Dominanz von bedrohlichen Arten in aggressiver Haltung. Ganz anders in den weit älteren Höhlenmalereien des Magdalénien, etwa in den berühmten Höhlen von Lascaux und Altamira, in der nach Parzinger aggressive Tierdarstellungen noch ganz fehlen: „Interessant erscheint die Tatsache, dass die Tiere überwiegend in ruhigen Positionen, mitunter zwar auch in Bewegung dargestellt wurden, jedoch nie in aggressiver Haltung.“ Der Übergang zur Sesshaftigkeit war vielleicht der einschneidendste Umbruch in der Menschheitsgeschichte, er hat das Verhältnis von Mensch und Natur zweifelsohne radikal verändert.
In Süd- und Mitteleuropa fand der Übergang zu Sesshaftigkeit, zu Ackerbau und Viehhaltung oder zu Hirtennomadismus zwischen 7500 und 4000 v. Chr. statt und trat danach auch in Osteuropa ein (vergleiche Neolithische Revolution, Neolithisierung). In Teilen Mittelamerikas wird heute allgemein von der Zeit von 5100 bis 4200 v. Chr. ausgegangen.
Manche Gemeinschaften blieben über mehrere Jahre im gleichen, relativ kleinen Gebiet. Sie änderten ihre Wirtschaftsweise nicht, sondern wurden – in Abhängigkeit vom Klima – durch Bauern oder Viehzüchter verdrängt, beispielsweise durch Khoisan-Völker in der Kalahari-Wüste, die möglicherweise zwischen Wildbeuter- und Viehzüchter-Wirtschaft mehrfach hin- und herwechselten.
Der Übergang von der Gemeinschaft der Jäger und Sammler zu Ackerbau betreibenden Gesellschaften war keine „Revolution“ im Sinne des Wortes, sondern im Fruchtbaren Halbmond ein 3000 Jahre währender langsamer Übergang. Lange Zeit handelte es sich beim Getreideanbau eher um eine „spielerische“ Nebenbeschäftigung. Erst nach dem Anwachsen der sesshaften Bevölkerung und nachfolgenden Engpässen an Jagdbeute und Sammelgut (durch Überjagung und klimatische Veränderungen) wurde der Getreideanbau von Generation zu Generation immer mehr zur notwendigen Normalität.
Dieser Prozess spiegelt sich nach Meinung einiger Anthropologen und Evolutionsbiologen in den Mythen zur Entstehung der Menschheit (Anthropogonien), insbesondere in den altorientalischen Vorstellungen der Vertreibung der Menschen aus einem Urgarten oder Paradies und dem schmerzhaften Zwang zur regelmäßigen Arbeit (vergleiche 1. Buch Mose). Die Beschaffung einer bestimmten Menge von Nahrungsenergie durch den Anbau von Getreide erforderte weit mehr Arbeitsstunden als durch Sammeln oder Jagen und führte zunächst zu einem Mangel an proteinhaltiger Nahrung. Durch die Domestikation des Viehs kam es außerdem vermehrt zur Übertragung von Krankheiten vom Tier zum Menschen. Mit der Entstehung größerer und komplexerer Gesellschaften mit individuellen Eigentumsrechten an Gerätschaften, Vieh, Feldern und Ernteerträgen hängt auch die Entwicklung der Vorstellung einer Gottheit zusammen, die die gesellschaftlichen Normen verstärkt durch Strafandrohung durchsetzt. Strafende Götter sind, entsprechend der supernatural punishment hypothesis, jedoch bei Jägern und Sammlerm nicht in generalisierter Form zu beobachten. Sie stellen demnach keine menschliche Universalie dar, sondern können als Produkt der kulturellen Evolution gelten.

## Forschungsgeschichte
Die Geschichte der Erforschung von Jäger- und Sammlerkulturen ist mit der Entstehung der britischen social anthropology, der US-amerikanischen cultural anthropology (v. a. Franz Boas) und der deutschen Ethnologie verbunden. Seit den 1960er Jahren hängt sie eng mit der gesellschaftlichen Entwicklung und sogar mit aktuellen politischen Entwicklungen zusammen, beispielsweise in Südafrika: Dort bewaffnete die Südafrikanische Republik Angehörige des San-Volkes im Kampf gegen die South-West Africa People’s Organisation (SWAPO) und funktionalisierte archäologische Funde als Zeugnisse für die Existenz unterschiedlicher Stammeskulturen und als Argumente für die Bildung von eigenen Homelands („Heimatgebieten“). Viele Forschungsergebnisse hatten und haben somit einen projektiven Charakter oder sind politisch nicht als neutral anzusehen.
| Tagungen der International Conference on Hunting and Gathering Society (CHAGS) | Tagungen der International Conference on Hunting and Gathering Society (CHAGS) | Tagungen der International Conference on Hunting and Gathering Society (CHAGS) |
| Name                                                                           | Jahr                                                                           | Ort                                                                            |
| ------------------------------------------------------------------------------ | ------------------------------------------------------------------------------ | ------------------------------------------------------------------------------ |
| Man the Hunter                                                                 | 1966                                                                           | University of Chicago                                                          |
| CHAGS 1                                                                        | 1978                                                                           | Maison des Sciences de l’Homme, Paris                                          |
| CHAGS 2                                                                        | 1980                                                                           | Universität Laval, Université du Québec                                        |
| CHAGS 3                                                                        | 1983                                                                           | Bad Homburg                                                                    |
| CHAGS 4                                                                        | 1986                                                                           | London School of Economics                                                     |
| CHAGS 5                                                                        | 1988                                                                           | Northern Territory University, Darwin                                          |
| CHAGS 6                                                                        | 1990                                                                           | University of Alaska Fairbanks                                                 |
| CHAGS 7                                                                        | 1993                                                                           | Russische Akademie der Wissenschaften                                          |
| CHAGS 8                                                                        | 1998                                                                           | Nationalmuseum für Ethnologie, Osaka                                           |
| CHAGS 9                                                                        | 2003                                                                           | The University of Edinburgh                                                    |
| CHAGS 10                                                                       | 2013                                                                           | University of Liverpool                                                        |
| CHAGS 11                                                                       | 2015                                                                           | Universität Wien                                                               |
| CHAGS 12                                                                       | 2018                                                                           | Universiti Sains Malaysia                                                      |
| CHAGS 13                                                                       | 2022                                                                           | University College Dublin                                                      |

Eine systematische vergleichende Erforschung dieser Kulturen setzte in den 1960er-Jahren ein. Bis dahin waren Jäger und Sammler jahrhundertelang als „primitive“, je nach Betrachtungsweise im paradiesischen oder im rohen, unzivilisiert-geschichtslosen Urzustand befindliche Naturvölker betrachtet worden, wobei die Einschätzung schwankte zwischen „knapp oberhalb von Menschenaffen“ und „erfolgreichem primitiven Kommunismus“.
Einen Auftakt bildete 1966 die Konferenz Man the Hunter in Chicago, deren Ergebnisse von Richard Lee und Irven DeVore in einem Tagungsband publiziert wurden. Das produktive Zusammenwirken nordamerikanischer Archäologen und Anthropologen führte zu einem Erkenntnissprung, der die auf einzelne Kulturen ausgerichtete kulturrelativistische Betrachtungsweise der US-amerikanischen Boas-Schule und Margaret Meads überwand und eine ökologisch-funktionalistisch-vergleichende Betrachtungsweise hervorbrachte, die Raum für das Verständnis evolutionärer Prozesse und einen Einblick in alternative Anpassungs- und Lebensformen zuließ.
Mit der Aufwertung dieser Kulturen und der Einsicht in ihre optimale Anpassung an wechselnde ökologische Gegebenheiten ging die Einsicht in die Begrenztheit der technischen Zivilisation und ihrer Waffen (hier spielte der Vietnamkrieg durchaus eine Rolle), ihre Umweltprobleme und den Zerfall ihrer Städte (angesichts der Ghetto riots in den USA) einher. Im Gegensatz zu Richard Lees Betonung der produktiven Tätigkeit des Sammelns und der Rolle der Frauen als Quelle des relativen Nahrungsmittelüberschusses der Jäger- und Sammlergesellschaften betonten Washburn und Lancaster sowie Laughlin die Rolle der männlichen Jäger und männlicher Dominanz und Aggression für die Ernährung und das Überleben des Stammes vor allem bei den Savannenvölkern.
Die Pariser Konferenz von 1978 zum gleichen Thema wurde von europäischen Anthropologen dominiert. Unter marxistischem Einfluss spitzte sich die Diskussion unter anderem auf die Frage zu, ob die Horden- und Stammesgesellschaften der Jäger und Sammler der Kategorie der (egalitären, besitzrechtslosen) Urgesellschaft zuzurechnen und die Bedarfswirtschaft eine Produktionsweise im Marx’schen Sinne sei oder nicht. Die Versuche, zwischen urgesellschaftlich-egalitären und erst in der Neuzeit von außen beeinflussten, hierarchisch geschichteten Gesellschaften zu unterscheiden, schlugen jedoch fehl. Die Urgesellschaftstheorie eröffnet offenbar keinen Zugang zum Verständnis des sozialen Wandels und der gesellschaftlichen Entwicklung hin zu mehr Hierarchie und Staatlichkeit. Daher stellte sich die Frage nach den äußeren oder inneren Ursachen von sozialer Ungleichheit in einer ursprünglich egalitären, vor allem geschlechtsegalitären Gesellschaft. Eleanor Leacock sah die Ursachen vor allem in der Fähigkeit, Heiratsallianzen zu organisieren – allgemein eine Aufgabe der Frauen – sowie Rituale und Initiationsriten (und dadurch die Arbeitskraft) zu kontrollieren, und kritisierte den Mythos von der biologisch begründeten männlichen Dominanz. Diese sei erst durch den externen Austausch mit europäischen Siedlern und Händlern entstanden.
Weitere Konferenzen folgten 1980 im kanadischen Québec und 1983 im deutschen Bad Homburg. Dort wurden vor allem äußere (umweltbedingte und politische) Ursachen des sozialen Wandels hin zu bäuerlichen Gesellschaften sowie Kontakte zwischen Jäger- und Sammlervölkern einerseits und Bauern andererseits betont. Auf dieser vor allem von nordamerikanischen und südafrikanischen Anthropologen und Ethnologen mit Beiträgen bedienten Konferenz wurde deutlich, dass manche südafrikanischen Völker sowie Stämme auf der indonesischen Insel Borneo teils mehrfach zwischen dem Jäger- und Sammlerdasein und einer bäuerlichen Lebensweise hin- und hergewechselt waren, wobei auch jahrhundertealte Außenkontakte eine Rolle spielten.
Auf einer weiteren Konferenz 1986 in London zeigte sich, dass die finanziell und ideologisch bedingten Einschränkungen der sozialwissenschaftlichen Feldforschung inzwischen zur Zunahme rein theoretischer, in viele Ansätze unterschiedlicher Schulen zersplitterter Diskussionen unter vorwiegend aus der Ersten Welt (den Industriestaaten) stammenden Wissenschaftlern geführt hatten. Man versuchte, eine Trennlinie zwischen langfristigen, meist ökologisch bedingten evolutionären Anpassungsprozessen und kurz- bis mittelfristigen gesellschaftlichen Entwicklungspfaden (Trajektorien) zu ziehen – wo genau sie aber verlaufen sollte, blieb offen.
Richard Lee versuchte 1978 in Wiederaufnahme der Diskussionen von Paris, an die alten Konzepte von Lewis Henry Morgan und Friedrich Engels anzuknüpfen (und an die der Schule von Rochester), um den Jäger- und Sammlervölkern ihre Identität, Geschichte und innere Logik wiederzugeben, die ihnen der Kolonialismus geraubt hat. Tim Ingold reflektierte im selben Zusammenhang über den Unterschied zwischen den Bezeichnungen Subsistenzweise und Produktionsweise, zwischen (tierischer, rein „extraktiver“) Nahrungssuche und (menschlichem) Jagen und Sammeln. Ein menschliches Wesensmerkmal sei nicht (nur) das Teilen der Nahrung – also in Marx’scher Terminologie ein Distributionsphänomen –, sondern ihre gemeinschaftliche Produktion.
In der Folgezeit erhöhte sich die Häufigkeit der CHAGS-Konferenzen (Conference on Hunting and Gathering Societies). Die fünfte Konferenz fand 1988 im australischen Darwin statt, die sechste 1990 in Fairbanks, Alaska. An dieser von Linda Ellanna organisierten Konferenz nahmen sowohl Sprecher indigener Völker als auch eine große Zahl sowjetischer Anthropologen und Archäologen teil. CHAGS VII tagte 1993 in Moskau unter Leitung von Valery Tischkow and Viktor Schnirelman, CHAGS VIII unter Leitung von Shuzo Koyama und Jiro Tanaka in Osaka.
Weitere Konferenzen waren die CHAGS 9 in Edinburgh 2003 und CHAGS 10 in Liverpool 2013 mit dem Schwerpunkt Gewalt und Krieg unter Jägern und Sammlern. Die CHAGS 11 fand im September 2015 in Wien statt, die CHAGS 12 dann 2018 in Penang, Malaysia. CHAGS 13 ist geplant für 27. Juni bis 1. Juli 2022 an der School of Archaeology der University College Dublin.